# Avlidna 2012
Detta är en lista över kända personer som har avlidit under 2012.

## Januari

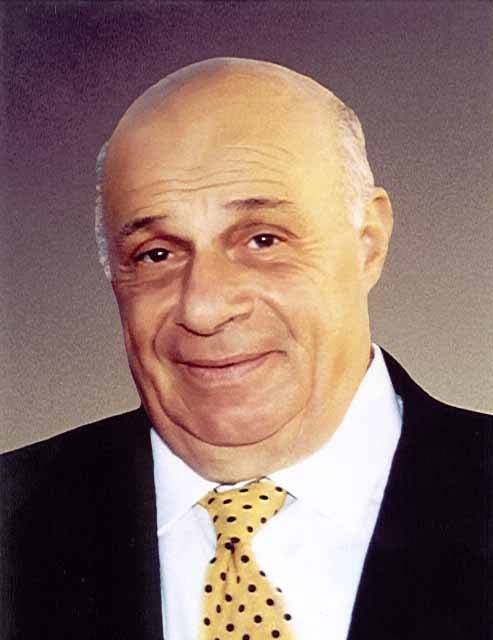
Den turkcypriotiske politikern Rauf Denktaş avled 13 januari, 87 år gammal.

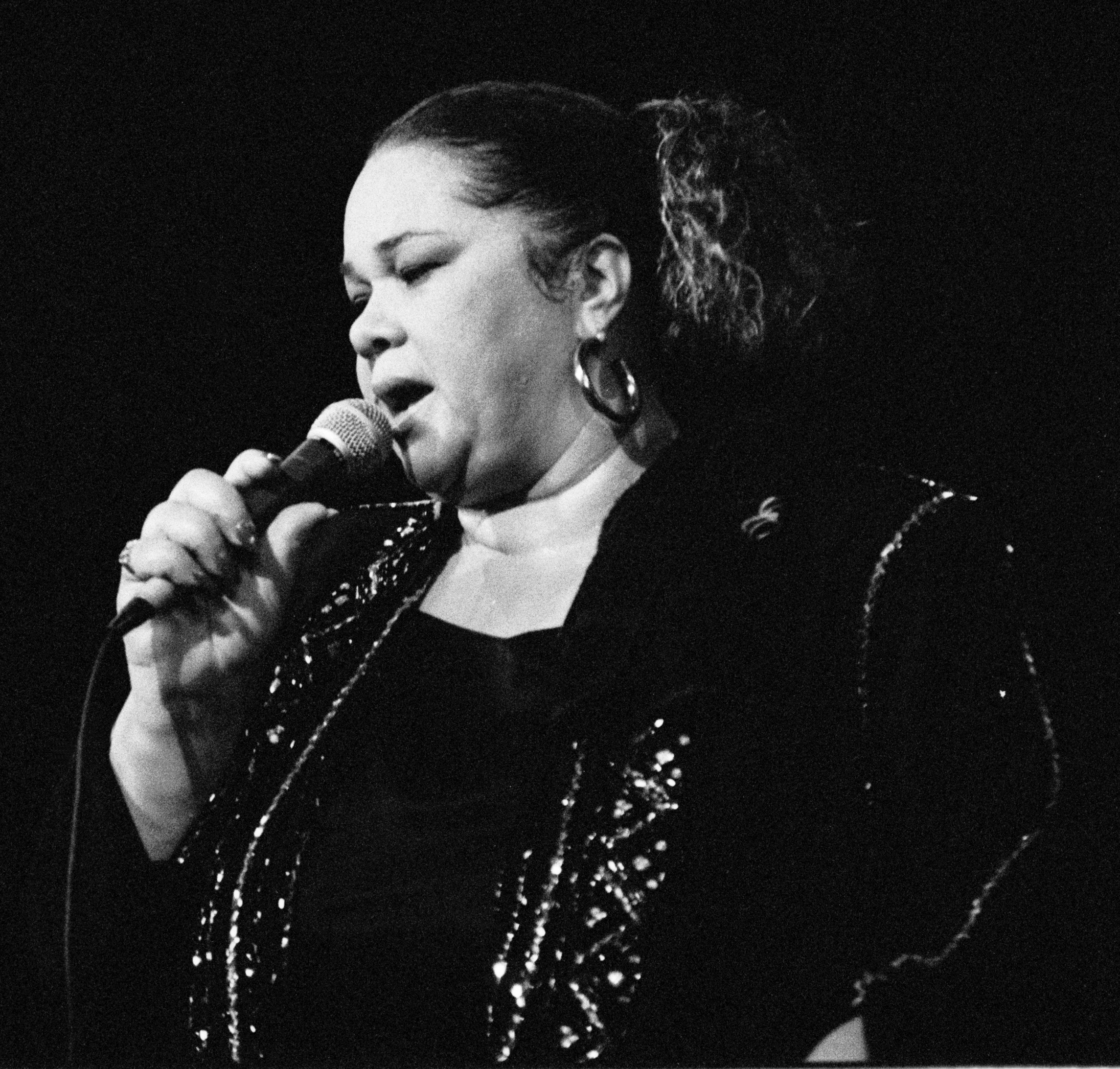
Den amerikanska sångaren Etta James avled 20 januari, 73 år gammal.

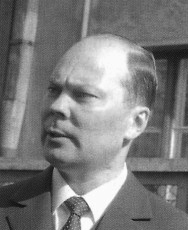
Den finländske dirigenten Paavo Berglund avled 25 januari, 82 år gammal.

- 1 januari – Jorge Andrés Boero, 38, argentinsk tävlingsmotorcyklist, krasch i Dakarrallyt.[1]
- 1 januari – Anders Frandsen, 51, dansk sångare och programledare.
- 1 januari – Kiro Gligorov, 94, makedonsk politiker, president 1991–1999.[2]
- 1 januari – Carlos Soria, 62, argentinsk politiker, underrättelsechef (2002) och guvernör i Río Negro (sedan 2011), skjuten.[3]
- 1 januari – Yafa Yarkoni, 86, israelisk sångare.[4]
- 3 januari – Lars Lennart Forsberg, 78, svensk regissör, manusförfattare, kompositör och filmproducent, Misshandlingen, Min mamma hade fjorton barn.[5]
- 3 januari – Knut Hammarskjöld, 89, svensk diplomat.[6][7]
- 3 januari – Josef Škvorecký, 87, tjeckisk författare.[8]
- 3 januari – Vicar (Victor José Arriagada Ríos), 77, chilensk serietecknare, Kalle Anka.[9]
- 3 januari – Jenny Tomasin, 73, brittisk skådespelare, Herrskap och tjänstefolk
- 4 januari – Totti Bergh, 76, norsk saxofonist, jazzmusiker och orkesterledare.[10]
- 9 januari – Malam Bacai Sanhá, 64, bissauguineansk politiker, Guinea-Bissaus president 2009–2012.[11]
- 10 januari – Frank Cook, 76, brittisk parlamentsledamot.[12]
- 12 januari – Reginald Hill, 75, brittisk deckarförfattare, Dalziel & Pascoe.
- 12 januari – Bill Janklow, 72, amerikansk politiker, South Dakotas guvernör 1979–1987 och 1995–2003.[13]
- 12 januari – Hannes Råstam, 56, svensk journalist och musiker.
- 13 januari – Rauf Denktaş, 87, turkcypriotisk politiker, Nordcyperns president 1985–2005.
- 14 januari – Lasse Kolstad, 90, norsk skådespelare.[14]
- 15 januari – Mika Ahola, 37, finländsk enduroförare.[15]
- 15 januari – Claes Egnell, 95, svensk militär samt olympisk femkampare och sportskytt, bragdmedaljör 1945.
- 15 januari – Manuel Fraga Iribarne, 89, spansk politiker, grundare av Partido Popular.[16]
- 15 januari – Ib Spang Olsen, 90, dansk tecknare.[17]
- 16 januari – Gustav Leonhardt, 83, nederländsk cembalist och dirigent.
- 17 januari – Johnny Otis, 90, amerikansk musiker, låtskrivare och musikproducent.[18]
- 19 januari – Giancarlo Bigazzi, italiensk låtskrivare.
- 19 januari – Omar Brebesh, Libyens ex-ambassadör i Frankrike.[19]
- 19 januari – Sarah Burke, 29, kanadensisk freestyleåkare.
- 19 januari – Åke Larsén, 68, svensk trummis, Rockfolket.
- 19 januari – Peter Åslin, 49, svensk ishockeymålvakt.
- 20 januari – Dolores Guinness, 76, tyskfödd friherrinna och stilikon.[20]
- 20 januari – Etta James, 73, amerikansk sångare.
- 20 januari – Ioan Ursuț, 52 eller 53, rumänsk brottsling.
- 21 januari – Vincenzo Consolo, 78, italiensk författare.[21]
- 22 januari – Rita Gorr, 85, belgisk operasångare.[22]
- 23 januari – David Atkinson, 71, brittisk parlamentsledamot.[23]
- 23 januari – Per Odeltorp (Stig Vig), 63, svensk musiker, sångare och kompositör.
- 24 januari – Theo Angelopoulos, 76, grekisk filmregissör och producent.
- 24 januari – James Farentino, 73, amerikansk skådespelare.
- 24 januari – Stig Sæterbakken, 46, norsk författare.[24]
- 25 januari – Paavo Berglund, 82, finländsk dirigent.[25]
- 26 januari – Ian Abercrombie, 77, brittisk skådespelare.[26]
- 26 januari – Roberto Mieres, 87, argentinsk racerförare.
- 29 januari – François Migault, 67, fransk racerförare.
- 29 januari – Oscar Luigi Scalfaro, 93, italiensk politiker, Italiens president 1992–1999.[27]
- 31 januari – Mike Kelley, 57, amerikansk konstnär.
- 31 januari – Dorothea Tanning, 101, amerikansk konstnär.[28]

## Februari

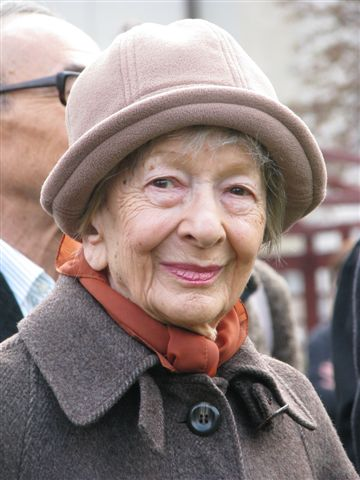
Den polska författaren och Nobelpristagaren Wisława Szymborska avled 1 februari, 88 år gammal.

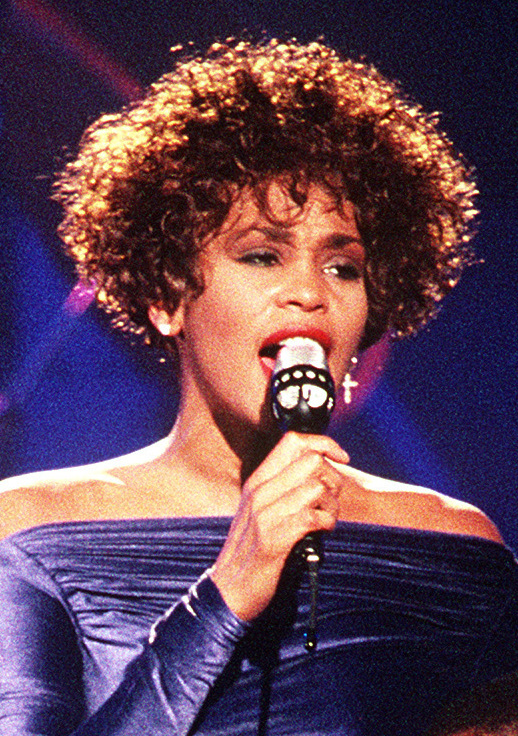
Den amerikanska sångaren Whitney Houston avled 11 februari, 48 år gammal.

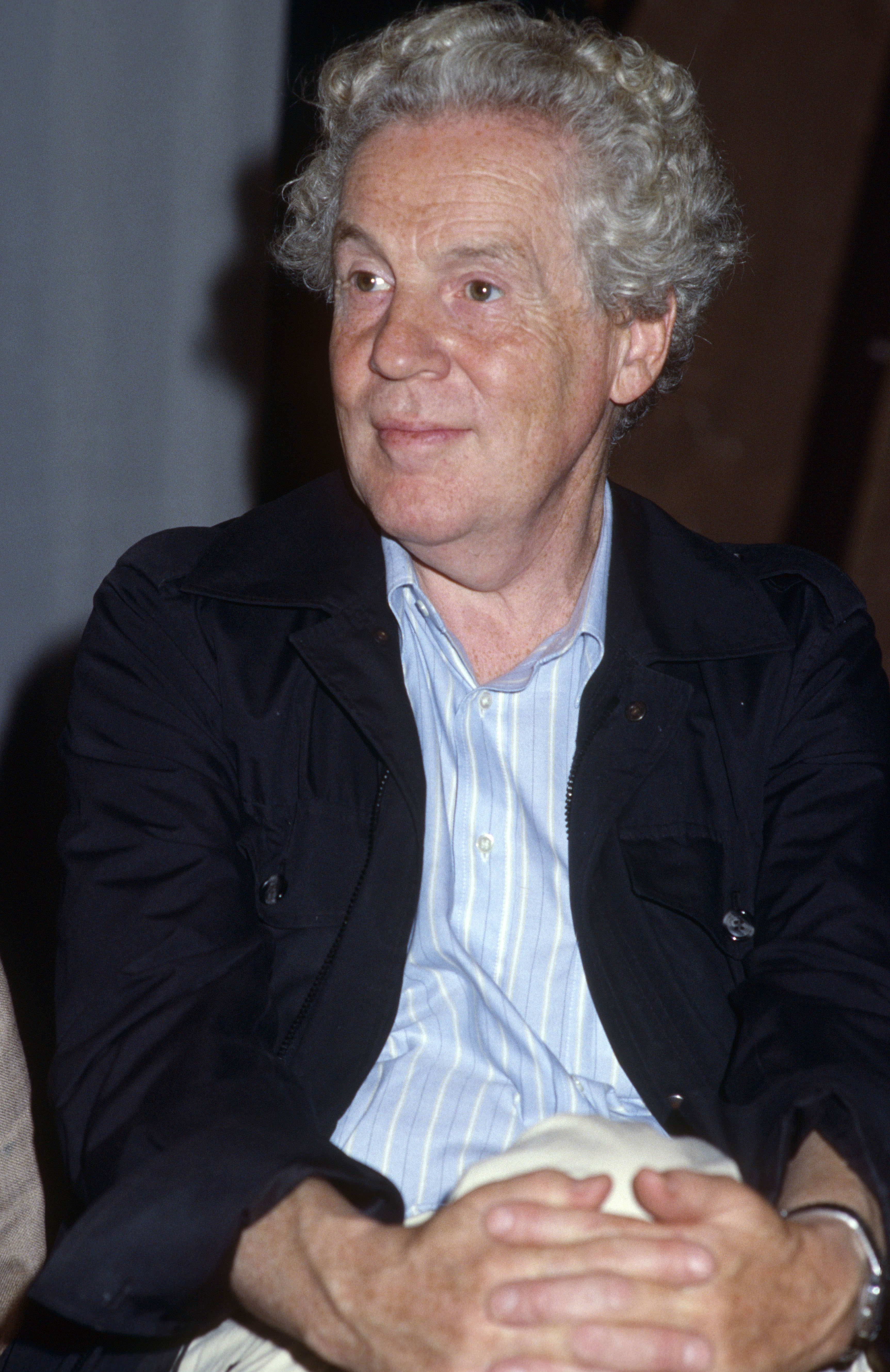
Den svenske skådespelaren, regissören och författaren Erland Josephson avled 25 februari, 88 år gammal.

- 1 februari – Angelo Dundee, 90, amerikansk boxningstränare, bland annat åt Muhammad Ali.
- 1 februari – Ruth Hausmeister, 99, tysk skådespelare, Den längsta dagen.[29]
- 1 februari – Ingolf Mork, 64, norsk backhoppare.[30]
- 1 februari – Wisława Szymborska, 88, polsk poet, nobelpristagare i litteratur 1996.[31]
- 2 februari – Dorothy Gilman, 88, amerikansk författare.
- 2 februari – Leif Sjöström, 54, finländsk (finlandssvensk) serietecknare och journalist.[32]
- 3 februari – Griselda Blanco, 69, colombiansk narkotikasmugglare.[33]
- 3 februari – Ben Gazzara, 81, amerikansk skådespelare.[34]
- 3 februari – Wilhelm Wachtmeister, 88, svensk greve, diplomat och ambassadör.[35]
- 4 februari – István Csurka, 77, ungersk författare och politiker.[36]
- 4 februari – János Sebestyén, 80, ungersk organist och pianist.
- 4 februari – Anders Öhrwall, 79, svensk dirigent och körledare.[37]
- 6 februari – Noel Kelehan, 76, irländsk musiker och dirigent.
- 6 februari – Antoni Tàpies, 88, spansk konstnär och skulptör.
- 6 februari – Janice E. Voss, 55, amerikansk astronaut.[38]
- 11 februari – Siri Bjerke, 53, norsk politiker, miljöminister 2000–2001.[39]
- 11 februari – Whitney Houston, 48, amerikansk sångare.[40]
- 12 februari – David Kelly, 82, irländsk skådespelare.[41]
- 12 februari – Nils Kjellström, 86, svensk väg- och vattenbyggnadsingenjör.
- 14 februari – Tonmi Lillman, 38, finländsk trummis.
- 15 februari – Elyse Knox, 94, amerikansk skådespelare, mor till Mark Harmon.[42]
- 15 februari – Lina Romay, 57, spansk skådespelare, partner till Jess Franco.[43]
- 16 februari – Gösta Arvidsson, 86, svensk kulstötare.[44]
- 16 februari – Baddeley Devesi, 70, salomonsk generalguvernör.
- 19 februari – Renato Dulbecco, 97, italiensk-amerikansk nobelpristagare i fysiologi eller medicin 1975.[45]
- 19 februari – Ruth Barcan Marcus, 90, amerikansk filosof och logiker.[46]
- 20 februari – Katie Hall, 73, amerikansk politiker och tidigare kongressledamot.
- 20 februari – Christoffer Schander, 51, svensk-norsk marinbiolog.
- 21 februari – Rami al-Sayed, syrisk videoreporter, dödad i upproret i Syrien.[47]
- 22 februari – Marie Colvin, 56, amerikansk journalist, dödad i upproret i Syrien.[47]
- 22 februari – Remi Ochlik, 28, fransk fotograf, dödad i upproret i Syrien.[47]
- 25 februari – Maurice André, 78, fransk klassisk trumpetare.[48]
- 25 februari – Erland Josephson, 88, svensk skådespelare, regissör och författare.
- 26 februari – Richard Carpenter, 82, brittisk manusförfattare.
- 27 februari – Anders Kulläng, 68, svensk rallyförare.[49]
- 29 februari – Davy Jones, 66, brittisk sångare och skådespelare.[50]
- 29 februari – Sheldon Moldoff, 91, amerikansk serietecknare.[51]

## Mars

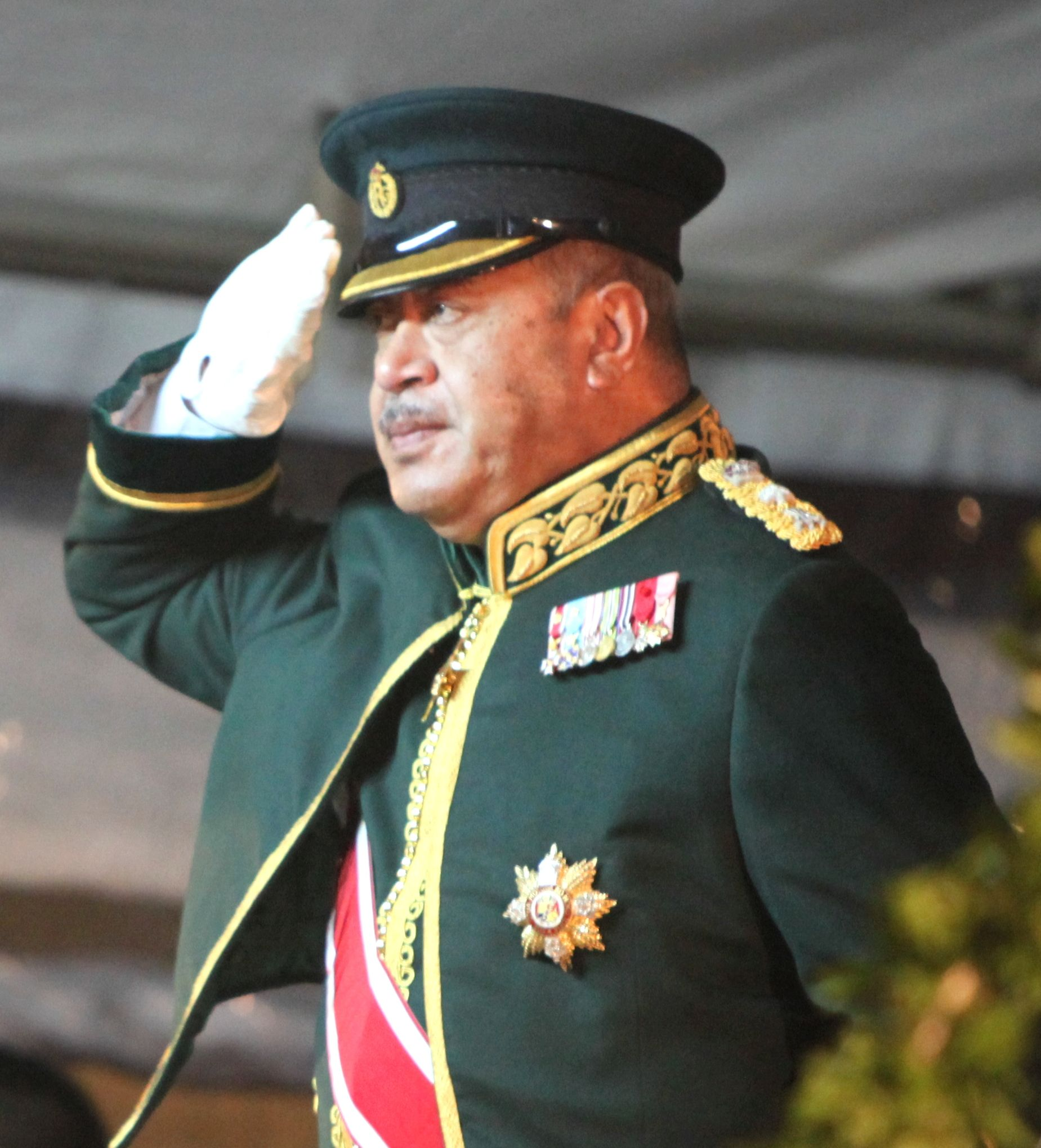
Den regerande tonganske kungen George Tupou V avled 18 mars, 63 år gammal.

- 1 mars – Lucio Dalla, 68, italiensk singer-songwriter och skådespelare.
- 2 mars – Norman St John-Stevas, 82, brittisk politiker och jurist.
- 2 mars – James Q. Wilson, 80, amerikansk statsvetare och kriminolog.[52]
- 3 mars – Steve Bridges, 48, amerikansk komiker och imitatör.
- 3 mars – Leonardo Cimino, 94, amerikansk skådespelare.[53]
- 3 mars – Ronnie Montrose, 64, amerikansk rockgitarrist.
- 5 mars – Robert B. Sherman, 86, amerikansk låtskrivare.
- 6 mars – Donald M. Payne, 77, amerikansk politiker och kongressledamot.
- 7 mars – Cris Alexander, 92, amerikansk fotograf, designer, skådespelare, sångare och dansare.
- 7 mars – Hans Kneifel, 75, tysk författare.
- 7 mars – Włodzimierz Smolarek, 54, polsk fotbollsspelare.[54]
- 8 mars – Simin Daneshvar, 90, iransk författare och litteraturvetare.
- 10 mars – Jean Giraud, 73, fransk serieskapare och produktionsdesigner.
- 10 mars – F. Sherwood Rowland, 84, amerikansk kemist, nobelpristagare 1995.
- 10 mars – Veikko ”Jammu” Siltavuori, 85, finländsk mördare och sexualförbrytare.
- 10 mars – Nick Zoricic, 29, kanadensisk skicrossåkare.
- 12 mars – Carl Braunerhielm, 86, svensk festfixare och kulturpersonlighet.[55]
- 12 mars – Friedhelm ”Timo” Konietzka, 73, tysk fotbollsspelare och tränare.
- 13 mars – Kjell-Henry Dahlberg, 63, svensk konstnär och mediapersonlighet.[56][57]
- 13 mars – Michel Duchaussoy, 73, fransk skådespelare.
- 13 mars – Hans Levander, 97, svensk litteraturkritiker, författare och lexikograf.[58]
- 14 mars – Pierre Schoendoerffer, 83, fransk filmskapare, författare och krigskorrespondent.[59]
- 14 mars – Ċensu Tabone, 98, maltesisk politiker, president 1989–1994.
- 15 mars – Edvard Hagerup Bull, 89, norsk kompositör.[60]
- 15 mars – Fran Matera, 87, amerikansk serietecknare.[61]
- 17 mars – John Demjanjuk, 91, ukrainskfödd nazistisk krigsförbrytare under andra världskriget.
- 17 mars – Shenouda III, 88, egyptisk koptisk påve och patriark av Alexandria.
- 18 mars – George Tupou V, 63, tongansk kung 2006–2012.
- 19 mars – Hanne Borchsenius, 76, dansk skådespelare.
- 19 mars – Knut Erik Tranøy, 93, norsk filosof.[62]
- 21 mars – Tonino Guerra, 92, italiensk manusförfattare.[63]
- 21 mars – Kerstin Hallén, 89, svensk översättare.[64]
- 22 mars – Mohammed Merah, 23, fransk massmördare.
- 22 mars – Vimal Mundada, 49, indisk politiker.
- 22 mars – Staffan Westerlund, 70, svensk deckarförfattare och jurist.
- 23 mars – Abdullahi Yusuf Ahmed, 77, somalisk politiker, president (i den Federala övergångsregeringen) 2004–2008.
- 23 mars – Naji Talib, 95, irakisk politiker, premiärminister 1966–1967.[65]
- 25 mars – Bertil Ströberg, 79, svensk officer och fastighetsmäklare, dömd för grovt spioneri 1983.[66][67]
- 25 mars – Antonio Tabucchi, 68, italiensk författare.
- 27 mars – Adrienne Rich, 82, amerikansk poet och feminist.[68]
- 27 mars – Warren Stevens, 92, amerikansk skådespelare[69]
- 28 mars – John Arden, 81, brittisk dramatiker.
- 28 mars – Earl Scruggs, 88, amerikansk musiker och banjospelare.
- 29 mars – Karen Wegener, 76, dansk skådespelare.
- 29 mars – Jan Broberg, 79, svensk kritiker, författare och litteraturhistoriker.

## April

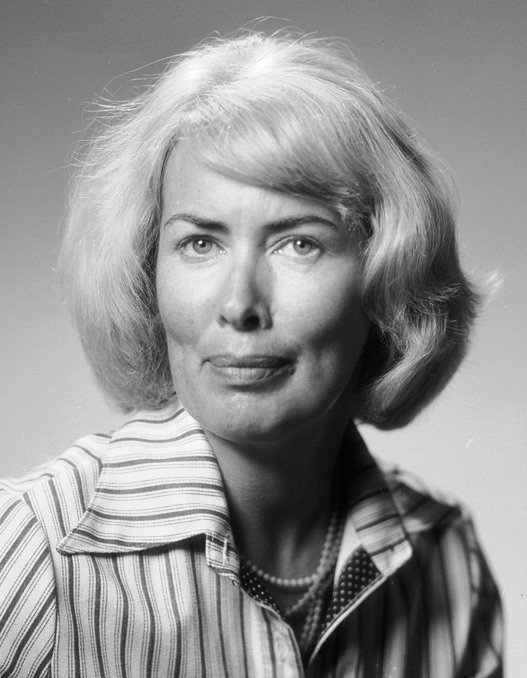
Den norska författaren Anne Karin Elstad avled 4 april, 74 år gammal.

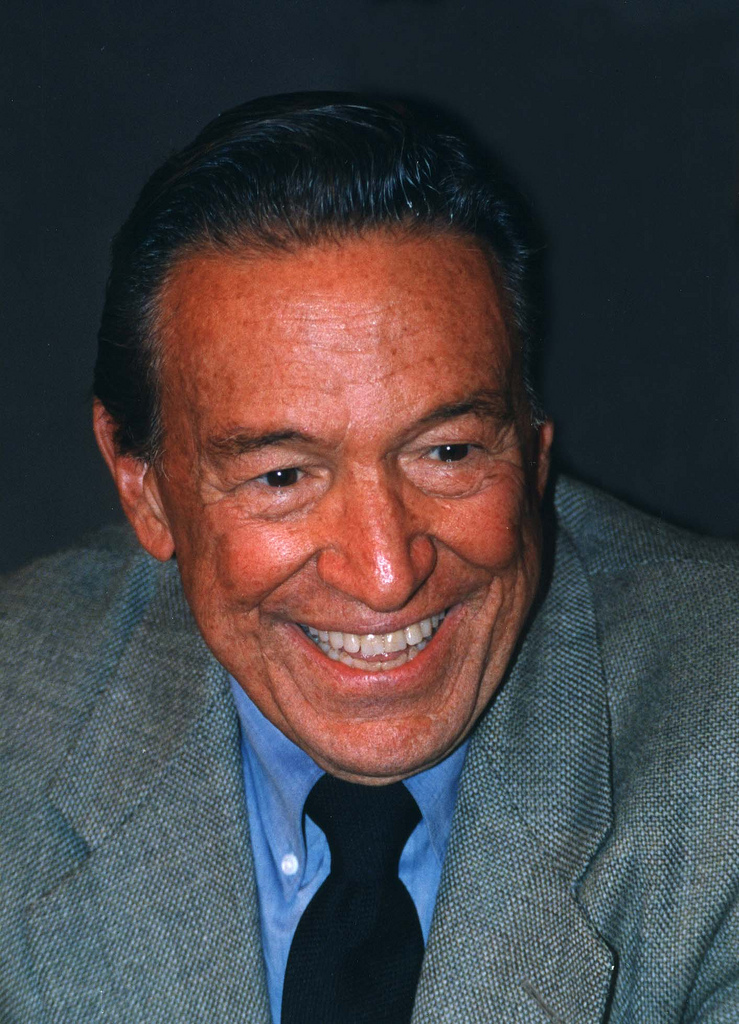
Den amerikanske journalisten Mike Wallace avled 7 april, 93 år gammal.

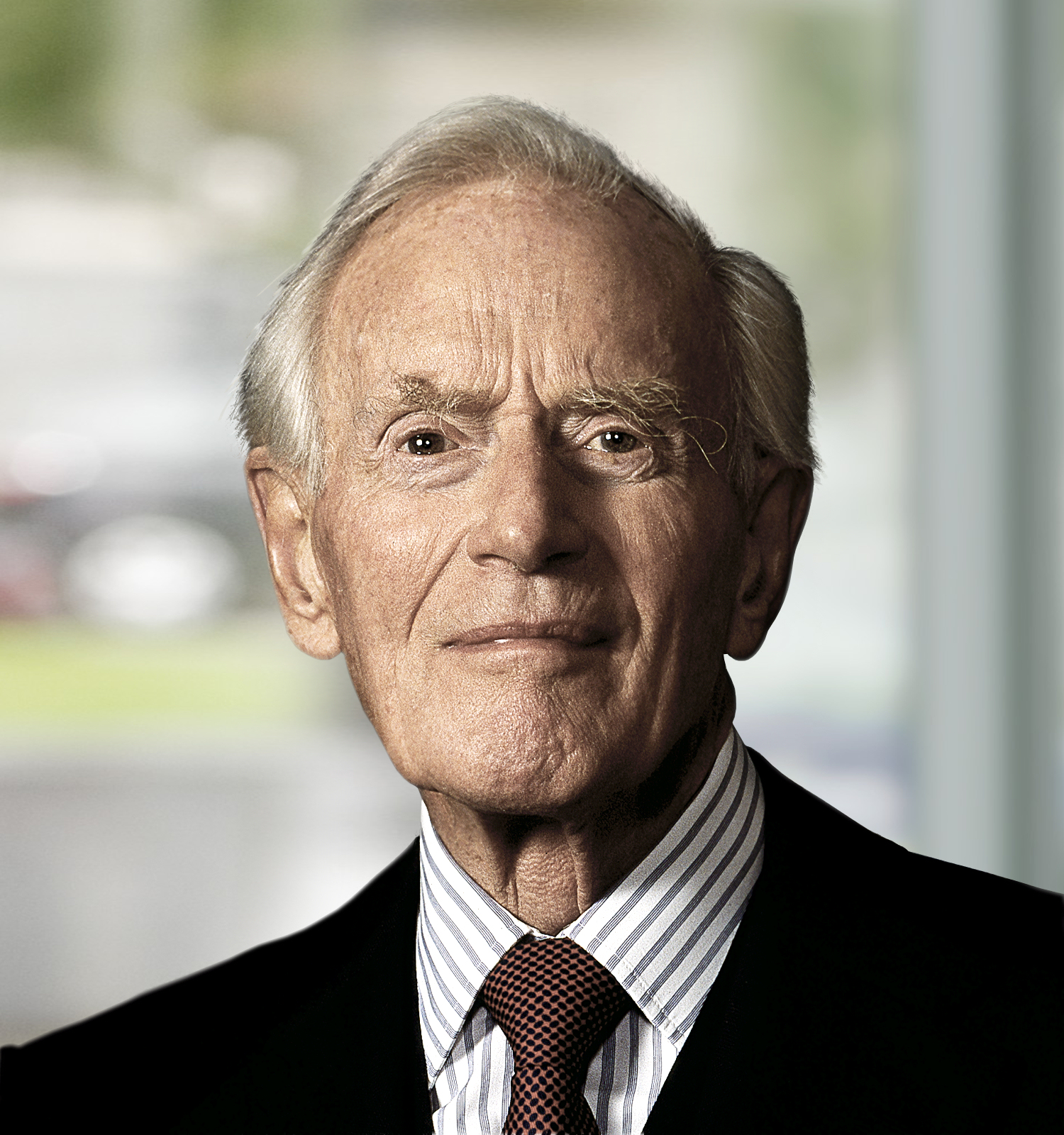
Den danske skeppsredaren och företagsledaren Mærsk Mc-Kinney Møller avled 16 april, 98 år gammal.

- 1 april – Ekrem Bora, 78, turkisk skådespelare.
- 1 april – Giorgio Chinaglia, 65, italiensk fotbollsspelare.
- 1 april – Leila Denmark, 114, amerikansk pediatriker.
- 1 april – Miguel de la Madrid, 77, mexikansk politiker, president 1982–1988.
- 2 april – Walter Hirsch, 76, svensk fotograf.[70]
- 2 april – Arne Tyrén, 84, svensk operasångare.[71]
- 4 april – Anne Karin Elstad, 74, norsk författare.[72]
- 5 april – Barney McKenna, 72, irländsk folkmusiker, medlem i The Dubliners.
- 5 april – Jim Marshall, 88, brittisk audioentreprenör.
- 5 april – Bingu wa Mutharika, 78, malawisk ekonom och politiker, president 2004–2012.[73][74]
- 5 april – Ferdinand Alexander Porsche, 76, tysk formgivare.
- 5 april – Christer Zetterberg, 70, svensk företagsledare.[75]
- 6 april – Thomas Kinkade, 54, amerikansk konstnär.
- 7 april – Mike Wallace, 93, amerikansk journalist, känd från bland annat 60 Minutes.[76]
- 7 april – Arne Gadd, 79, svensk politiker (född 1932)
- 8 april – Jack Tramiel, 83, amerikansk dataentreprenör.
- 10 april – Afewerk Tekle, 79, etiopisk konstnär.
- 11 april – Ahmed Ben Bella, 93, algerisk självständighetskämpe och politiker, landets förste president 1963–1965.
- 11 april – Gustaf Jansson, 90, svensk maratonlöpare, bronsmedaljör vid Helsingfors-OS 1952.[77]
- 11 april – Ramon Sylvan, 78, svensk skådespelare, Pippi Långstrump.[78]
- 13 april – Inge Bråten, 63, norsk före detta förbundskapten för norska och svenska landslagen i längdskidåkning.[79]
- 13 april – Erland Cullberg, 81, svensk konstnär.[80]
- 14 april – Piermario Morosini, 25, italiensk professionell fotbollsspelare.[81]
- 15 april – Jenny Olsson, 32, svensk längdskidåkare.[82]
- 16 april – Mærsk Mc-Kinney Møller, 98, dansk skeppsredare.
- 17 april – Stanley Rogers Resor, 94, amerikansk politiker.
- 18 april – Dick Clark, 82, amerikansk programledare och producent.[83]
- 19 april – Olle Franzén, 95, svensk skolledare och idéhistoriker.
- 19 april – Greg Ham, 58, australisk saxofonist och keyboardist i Men at Work.
- 19 april – Levon Helm, 71, amerikansk trummis och sångare.
- 19 april – Valerij Vasiljev, 62, rysk (sovjetisk) ishockeyspelare.
- 21 april – Charles ”Chuck” Colson, 80, amerikansk rådgivare till president Nixon, dömd för inblandning i Watergateskandalen och senare evangelist.
- 23 april – Lillemor Arvidsson, 68, svensk fackföreningsledare och landshövding.
- 23 april – Ingvar Lundberg, 77, svensk psykologiprofessor.[84]
- 25 april – Peter Jonsson, 67, svensk militär.[85]
- 27 april – David Weiss, 65, schweizisk konstnär.
- 28 april – Matilde Camus, 92, spansk poet och författare.
- 28 april – Pierre Magnan, 89, fransk deckarförfattare.
- 28 april – Patricia Medina, 92, brittisk skådespelare, änka till skådespelaren Joseph Cotten.[86]
- 29 april – Thomas Mera Gartz, 68, svensk musiker, Träd, Gräs och Stenar.[87]
- 29 april – Shukri Ghanem, 69, libysk politiker, premiärminister 2003–2006.[88]
- 29 april – Joel Goldsmith, 54, amerikansk kompositör.
- 29 april – ”Amarillo Slim” Preston, 83, amerikansk pokerspelare, vinnare av World Series of Poker 1972.[89]
- 30 april – Ernst Bolldén, 45, svensk bordtennisspelare.[90]
- 30 april – George Murdock, 81, amerikansk skådespelare.[91]
- 30 april – Alexander Dale Oen, 26, norsk simmare.[92]

## Maj

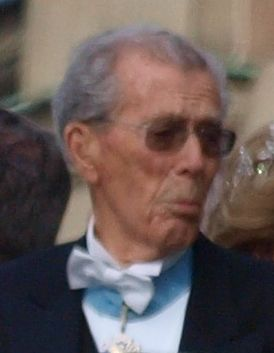
Den svenske greven och företagsledaren Carl Johan Bernadotte avled 5 maj, 95 år gammal.

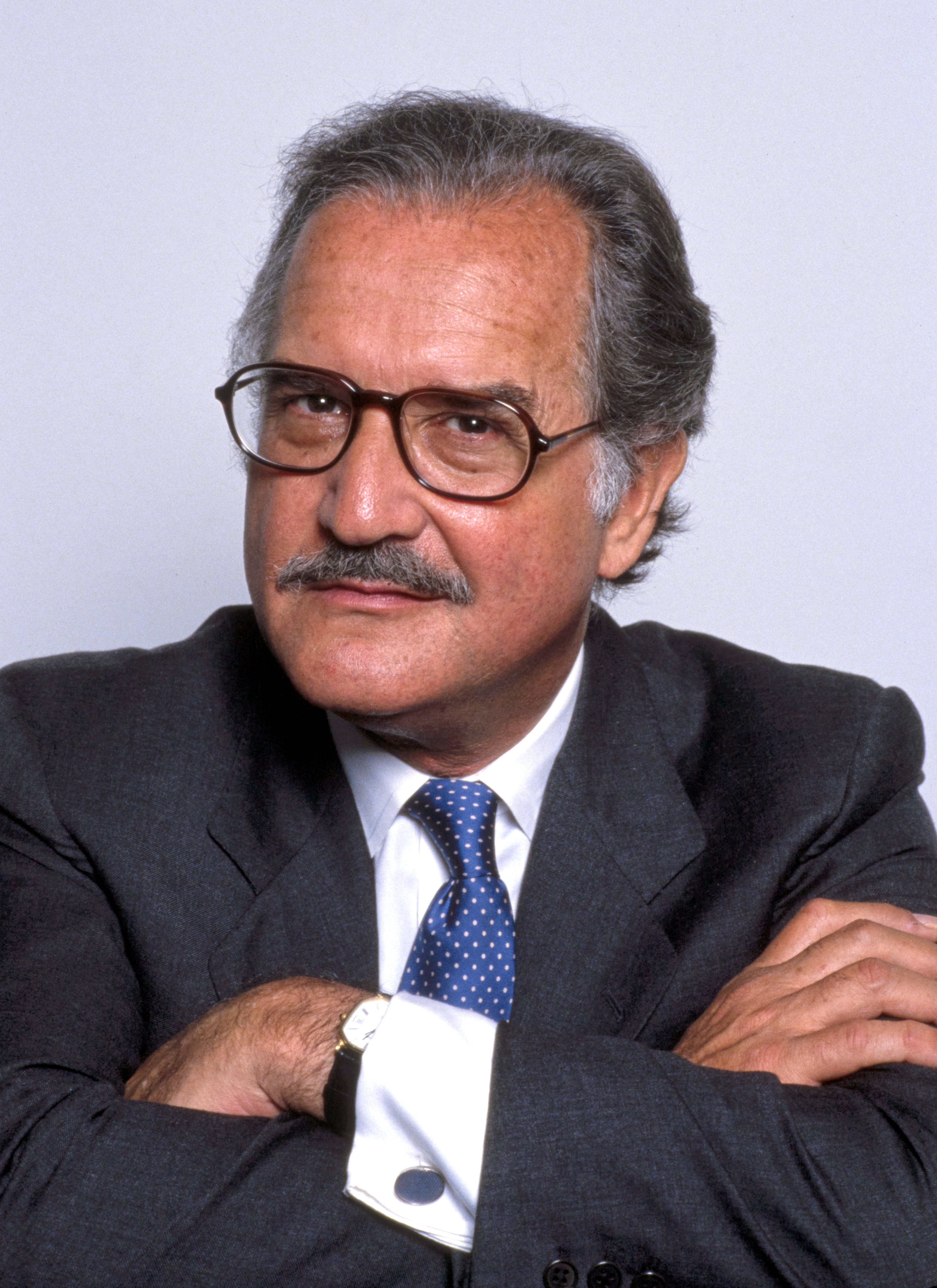
Den mexikanske författaren Carlos Fuentes avled 15 maj, 83 år gammal.

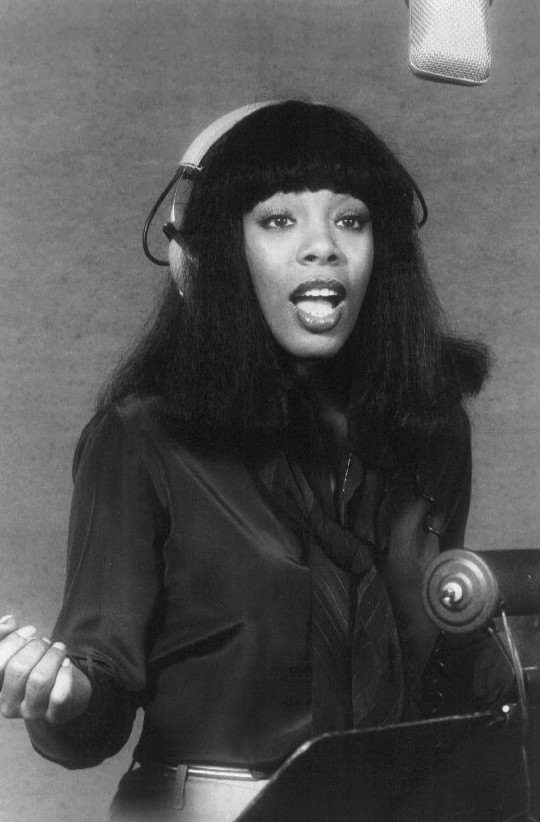
Den amerikanska sångaren Donna Summer avled 17 maj, 63 år gammal.

- 2 maj – Jorge Illueca, 93, panamansk politiker, före detta president.[93]
- 4 maj – Angelica Garnett, 93, brittisk författare och konstnär.[94]
- 4 maj – Adam ”MCA” Yauch, 47, amerikansk musiker, låtskrivare och rappare, Beastie Boys.[95]
- 5 maj – Carl Johan Bernadotte, 95, svensk greve, affärsman och före detta prins av Sverige.[96]
- 6 maj – Per Forsgren, 49, svensk filmare, producent, musiker och låtskrivare.
- 6 maj – Jan Trøjborg, 56, dansk politiker med flera olika ministerposter.[97]
- 7 maj – Eva Rausing, 48, amerikansk filantrop.[98]
- 8 maj – Nicholas Katzenbach, 90, amerikansk jurist och politiker, justitieminister 1965–1966.
- 8 maj – Maurice Sendak, 83, amerikansk barn- och ungdomsboksförfattare.[99]
- 9 maj – Vidal Sassoon, 84, brittisk frisör och hårstylist.[100][101]
- 9 maj – Thomas von Vegesack, 83, svensk litteraturvetare.[102]
- 10 maj – Horst Faas, 79, tysk nyhetsfotograf.[103]
- 10 maj – Pekka Marjamäki, 64, finländsk ishockeyspelare.
- 10 maj – Joyce Redman, 96, brittisk Oscarsnominerad skådespelare.[104]
- 10 maj – Carroll Shelby, 89, amerikansk racerförare och bilkonstruktör.[105]
- 10 maj – Gunnar Sønsteby, 94, norsk motståndskämpe under andra världskriget.[106]
- 10 maj – Walter Wink, 76, amerikansk teolog.[107]
- 12 maj – Eddy Paape, 91, belgisk serietecknare.[108]
- 13 maj – Donald "Duck" Dunn, 70, amerikansk musiker.[109]
- 13 maj – Lee Richardson, 33, brittisk speedwayförare.[110]
- 15 maj – Henry Denker, 99, amerikansk roman- och manusförfattare.[111]
- 15 maj – Carlos Fuentes, 83, mexikansk författare och diplomat.[112]
- 15 maj – Zakaria Mohieddin, 93, egyptisk politiker, före detta vicepresident och premiärminister.[113]
- 16 maj – James Abdnor, 89, amerikansk politiker.[114]
- 17 maj – Donna Summer, 63, amerikansk sångare.[115]
- 18 maj – Dietrich Fischer-Dieskau, 86, tysk lieder- och operasångare.[116]
- 19 maj – Ian Burgess, 81, brittisk racerförare.
- 20 maj – Bengt Åhslund, 91, svensk militär.[117]
- 20 maj – Robin Gibb, 62, brittisk musiker och sångare, medlem i Bee Gees.[118]
- 20 maj – Nils Jernsletten, 77, norsk (samisk) språkforskare.[119]
- 20 maj – Abdelbaset al-Megrahi, 60, libysk underrättelseofficer dömd för Lockerbie-attentatet.
- 20 maj – Eugene Polley, 96, amerikansk uppfinnare av den trådlösa fjärrkontrollen.[120]
- 20 maj – Svenn Stray, 90, norsk politiker och tidigare utrikesminister.[121]
- 21 maj – Douglas Rodríguez, 61, kubansk boxare.[122]
- 27 maj – Johnny Tapia, 45, amerikansk proffsboxare.
- 29 maj – Kaneto Shindo, 100, japansk filmregissör.[123]
- 30 maj – Andrew Fielding Huxley, 94, brittisk fysiolog, nobelpristagare 1963.[124]
- 30 maj – Johannes Johansson, 60, svensk tonsättare och rektor vid Kungliga Musikhögskolan i Stockholm.[125][126]
- 30 maj – Torsten Westman, 92, svensk arkitekt.
- 31 maj – Paul Pietsch, 100, tysk formel 1-förare.[127]

## Juni

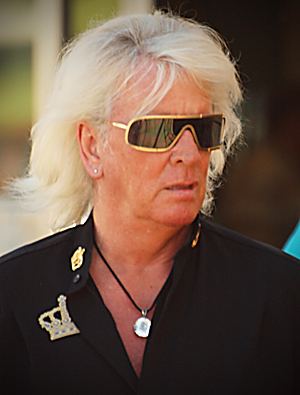
Den svenske showmannen och tv-profilen Nalle Knutsson avled 11 juni, 69 år gammal.

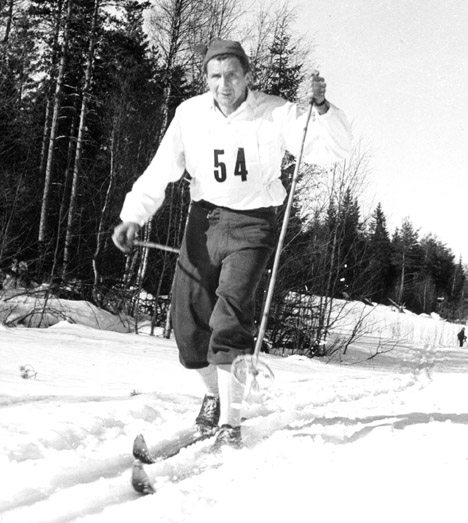
Den svenske längdskidåkaren Nils "Mora-Nisse" Karlsson avled 16 juni, 94 år gammal.

- 2 juni – Kathryn Joosten, 72, amerikansk skådespelare.[128]
- 3 juni – Roy Salvadori, 90, brittisk racerförare.[129]
- 4 juni – Eduard Chil, 77, rysk sångare.
- 4 juni – George Marino, 65, amerikansk ljudtekniker.[130]
- 5 juni – Ray Bradbury, 91, amerikansk författare.[131]
- 5 juni – Jan Eyron, 78, svensk pianist och dirigent.[132]
- 5 juni – Barry Unsworth, 81, brittisk författare.[133]
- 6 juni – Vladimir Krutov, 52, rysk ishockeyspelare.[134]
- 6 juni – Monica Lind, 71, svensk skådespelare och sångare.
- 11 juni – Héctor Bianciotti, 82, argentinsk-fransk författare.
- 11 juni – Stay High 149, 61, amerikansk graffitimålare.
- 11 juni – Nalle Knutsson, 69, svensk showman och tv-profil.[135]
- 11 juni – Ann Rutherford, 94, kanadensiskfödd amerikansk skådespelare, Andy Hardy och kärleken, Borta med vinden.[136]
- 11 juni – Teófilo Stevenson, 60, kubansk amatörboxare.[137]
- 12 juni – Elinor Ostrom, 78, amerikansk statsvetare och mottagare av Sveriges Riksbanks pris i ekonomisk vetenskap till Alfred Nobels minne.[138]
- 13 juni – Roger Garaudy, 98, fransk filosof, författare och förintelseförnekare.[139]
- 13 juni – William Standish Knowles, 95, amerikansk kemist, nobelpristagare 2001.
- 14 juni – Gitta Sereny, 91, österrikisk journalist och författare.[140]
- 15 juni – Günther Domenig, 77, österrikisk arkitekt.
- 15 juni – Rune Gustafsson, 78, svensk jazzmusiker och kompositör.[141]
- 15 juni – George Kerr, 74, jamaicansk kort- och medeldistanslöpare.
- 15 juni – Barry MacKay, 76, amerikansk tennisspelare.
- 16 juni – Nayef bin Abdul Aziz, 78 eller 79, saudisk kronprins och inrikesminister.[142]
- 16 juni – Nils "Mora-Nisse" Karlsson, 94, svensk längdskidåkare.[143][144]
- 17 juni – Rodney King, 47, amerikan som blev känd som offer för polisbrutalitet 1991, ett fall som bidrog till att utlösa kravallerna i Los Angeles 1992.
- 18 juni – Brian Hibbard, 65, brittisk (walesisk) sångare och skådespelare.
- 19 juni – Gerry Bron, 79, brittisk musikproducent.
- 20 juni – Judy Agnew, 91, änka efter USA:s vicepresident Spiro Agnew.[145]
- 21 juni – Iwan Morelius, 80, svensk författare och deckarexpert.[146]
- 21 juni – Ramaz Sjengelia, 55, georgisk-sovjetisk fotbollsspelare.
- 22 juni – Hans Villius, 88, svensk professor, historiker och tv-personlighet.[147][148]
- 25 juni – Erik Albertsson, 88, svensk militär.[117]
- 26 juni – Nora Ephron, 71, amerikansk manusförfattare och regissör.[149]
- 26 juni – Sverker Åström, 96, svensk diplomat.[150]
- 28 juni – Gunnel Broström, 90, svensk skådespelare och regissör.[151]
- 30 juni – Yitzhak Shamir, 96, israelisk premiärminister 1983–1984 och 1986–1992.

## Juli

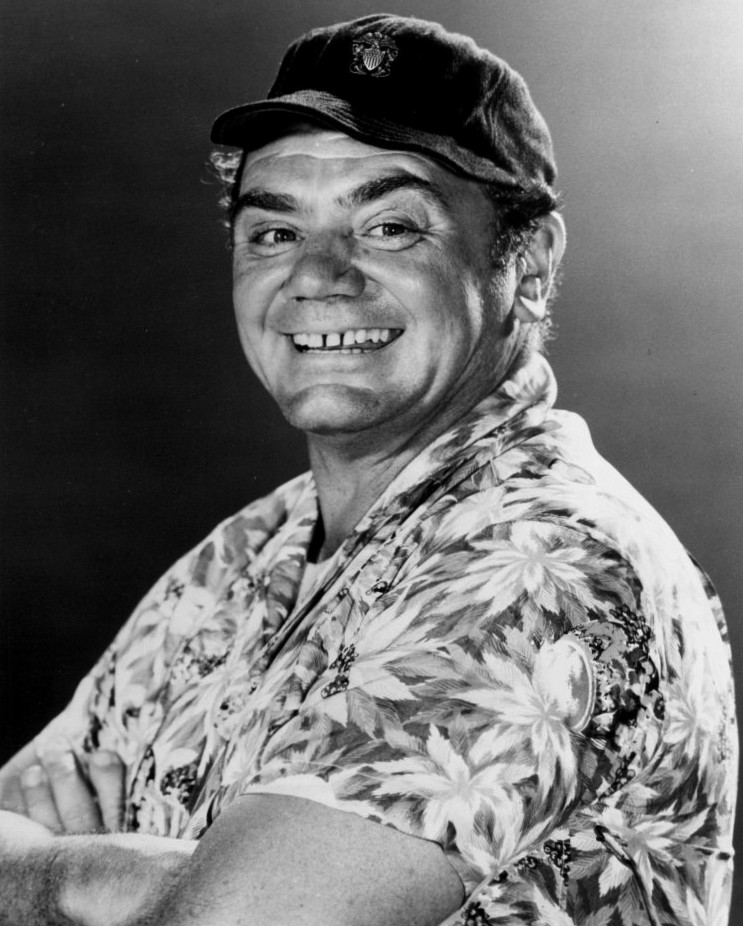
Den amerikanske skådespelaren Ernest Borgnine avled 8 juli, 95 år gammal.

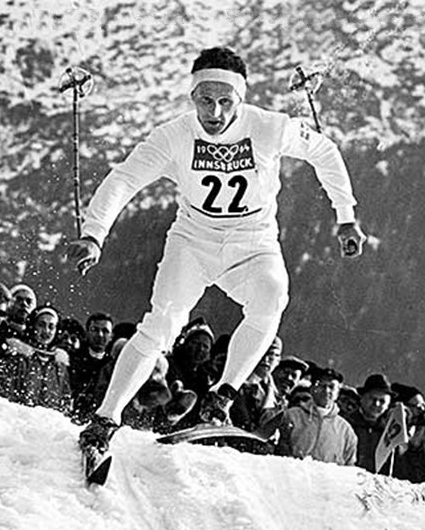
Den svenske längdskidåkaren Sixten Jernberg avled 14 juli, 83 år gammal.

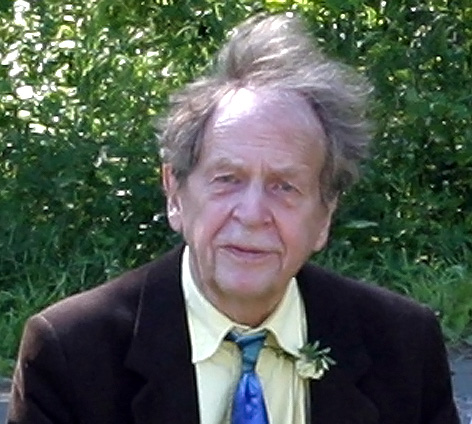
Den svenske skådespelaren Stig Ossian Ericsson avled 30 juli, 88 år gammal.

- 1 juli – Alan G. Poindexter, 50, amerikansk astronaut.
- 1 juli – John-Eric Jacobsson, 80, svensk operasångare och skådespelare.[152]
- 3 juli – Andy Griffith, 86, amerikansk skådespelare, The Andy Griffith Show, Matlock.
- 4 juli – Eric Sykes, 89, brittisk komiker och skådespelare, Plankan.
- 8 juli – Ernest Borgnine, 95, amerikansk skådespelare.
- 11 juli – Ann Gelbar-Söderberg, 93, svensk skådespelare.
- 13 juli – Sage Stallone, 36, amerikansk skådespelare.
- 13 juli – Richard D. Zanuck, 77, amerikansk filmproducent.[153]
- 14 juli – Sixten Jernberg, 83, svensk längdskidåkare.[154]
- 15 juli – Celeste Holm, 95, amerikansk skådespelare.[155]
- 16 juli – Stephen Covey, 79, amerikansk föreläsare och författare.[156]
- 16 juli – Jon Lord, 71, keybordist i Deep Purple.
- 16 juli – Thea Oljelund, 90, svensk journalist och författare.
- 16 juli – Kitty Wells, 92, amerikansk countrysångare.[157]
- 17 juli – Bertil Knutsson, 80, svensk entreprenör i spelbranschen och hästägare.[158]
- 17 juli – Britt Mogård, 89, svensk politiker.
- 18 juli – Raine Gustafsson, 59, svensk författare och krönikör.[159]
- 19 juli – Omar Suleiman, 76, egyptisk politiker.
- 20 juli – Karin Andersson, 93, svensk politiker.
- 21 juli – Susanne Lothar, 51, tysk skådespelare.
- 21 juli – Ali Podrimja, 69, kosovoalbansk poet.
- 22 juli – George Armitage Miller, 92, amerikansk psykolog.
- 22 juli – Oswaldo Payá, 60, kubansk oppositionsledare.[160]
- 23 juli – Lars Ardelius, 85, svensk författare.
- 23 juli – Margaret Mahy, 76, nyzeeländsk barnboksförfattare.
- 23 juli – Sally Ride, 61, amerikansk astronaut.[161]
- 24 juli – John Atta Mills, 68, ghanansk president.
- 25 juli – Ingrid Emond, 87, svensk översättare.
- 27 juli – Norman Alden, 87, amerikansk skådespelare.[162]
- 27 juli – R.G. Armstrong, 95, amerikansk skådespelare.[163]
- 27 juli – Geoffrey Hughes, 68, brittisk skådespelare.
- 27 juli – Tony Martin, 98, amerikansk sångare och skådespelare.[164]
- 27 juli – Hans Svedberg, 80, svensk ishockeyspelare.
- 30 juli – Maeve Binchy, 72, irländsk författare.[165]
- 30 juli – Stig Ossian Ericson, 88, svensk skådespelare.
- 30 juli – Jonathan Hardy, 71, nyzeeländsk skådespelare och manusförfattare.
- 31 juli – Mollie Hunter, 90, brittisk (skotsk) barnboksförfattare.
- 31 juli – Gore Vidal, 86, amerikansk författare och politisk aktivist.[166]

## Augusti

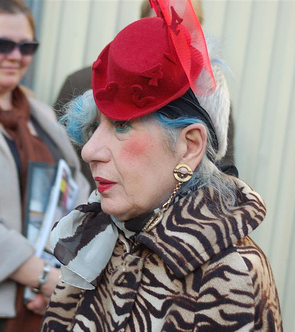
Den italienska modeskribenten och stilikonen Anna Piaggi avled 7 augusti, 81 år gammal.

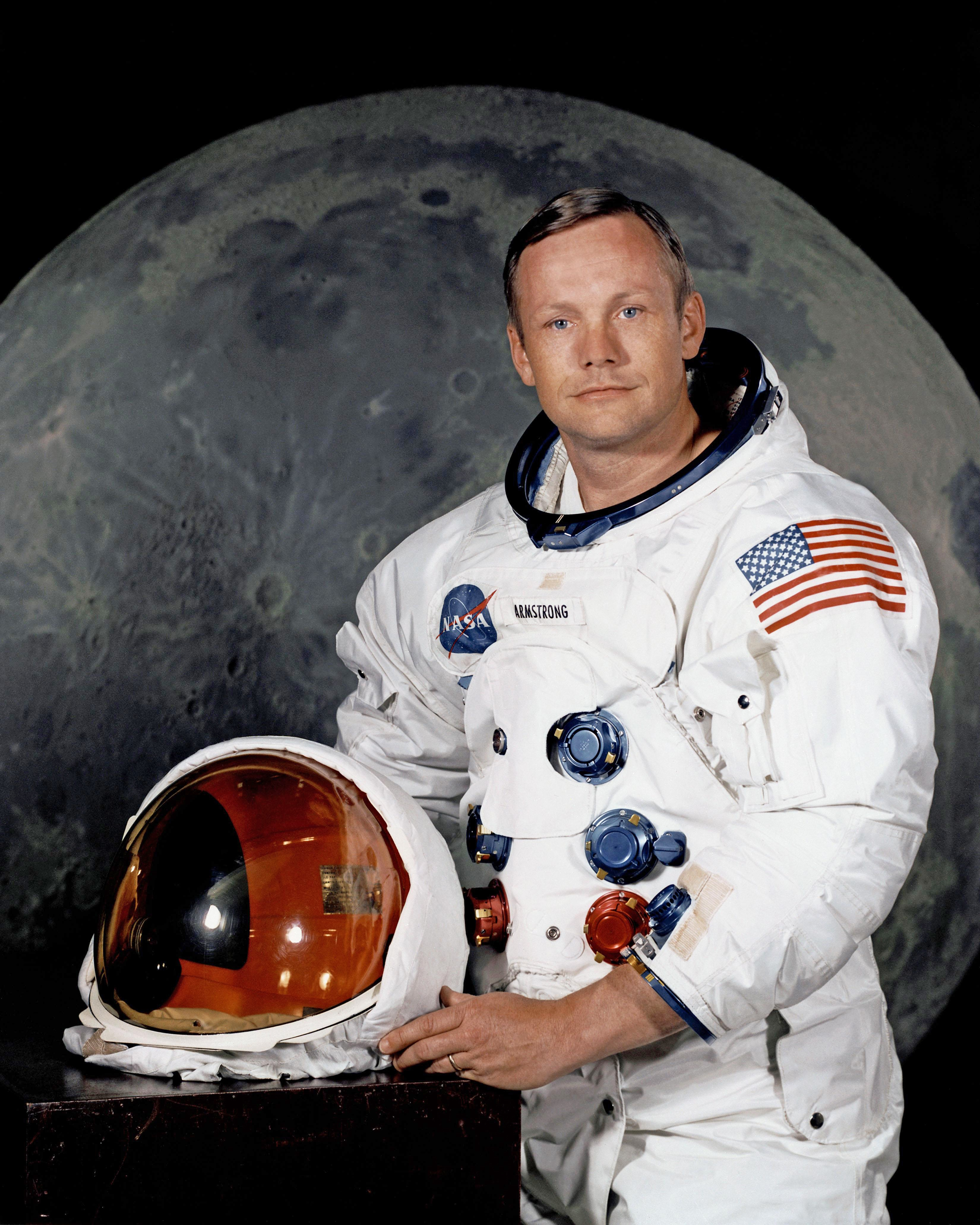
Den amerikanske rymdfararen Neil Armstrong avled 25 augusti, 82 år gammal.

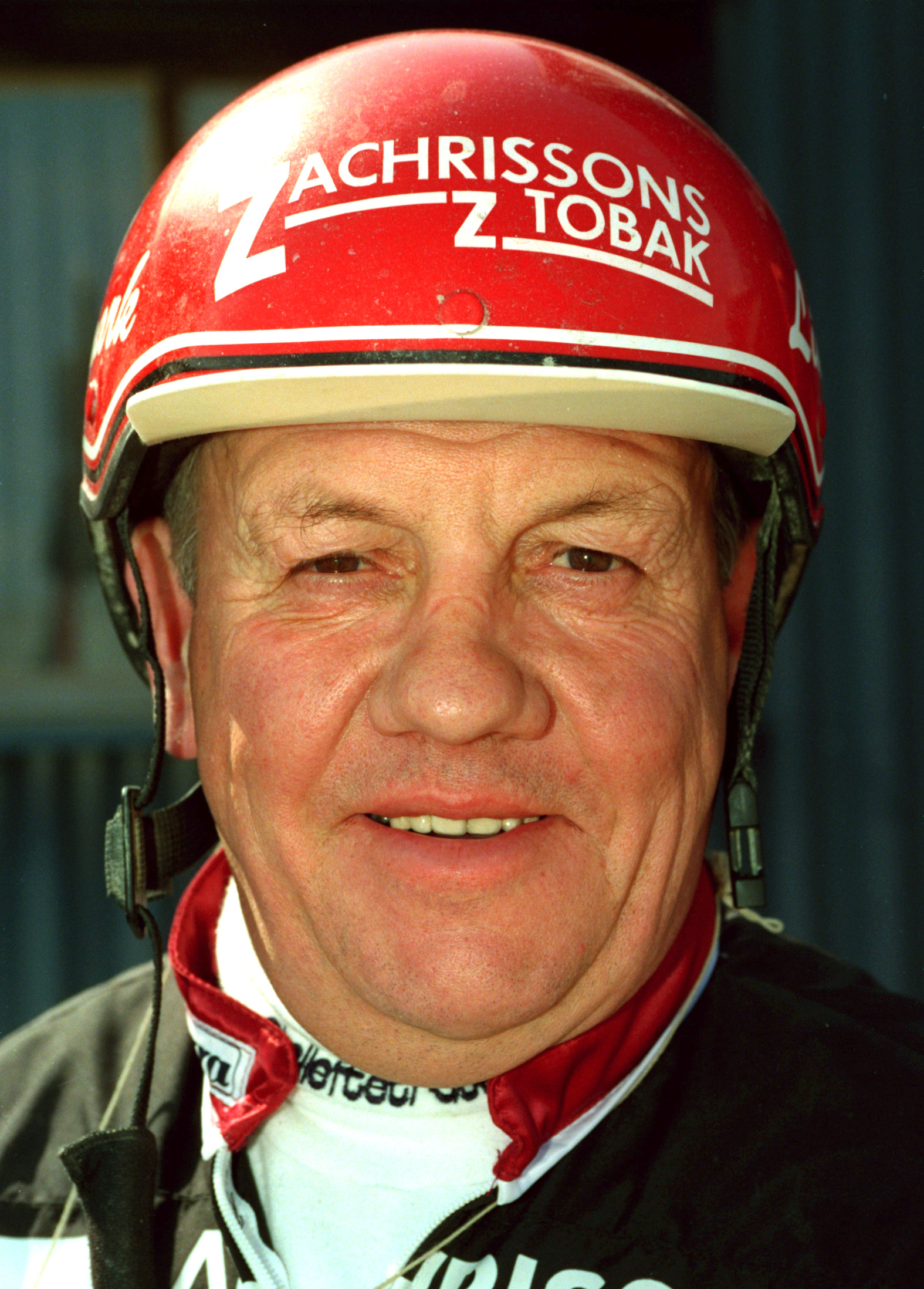
Den svenske travkusken och travtränaren Stig Lindmark avled 27 augusti, 76 år gammal.

- 2 augusti – John Keegan, 78, brittisk militärhistoriker och journalist.[167]
- 2 augusti – Mihaela Ursuleasa, 33, rumänsk pianist.[168]
- 3 augusti – Olle Mattson, 89, svensk författare.
- 5 augusti – Chavela Vargas, 93, costaricansk-mexikansk sångare.[169]
- 6 augusti – Marvin Hamlisch, 68, amerikansk kompositör.
- 6 augusti – Robert Hughes, 74, australisk-amerikansk konstkritiker och författare.
- 6 augusti – Bernard Lovell, 98, brittisk astronom.[170]
- 7 augusti – Lars Lundkvist, 84, svensk poet.[171]
- 7 augusti – Thomas Malmquist, 66, svensk sportjournalist.[172]
- 7 augusti – Anna Piaggi, 81, italiensk modeskribent och stilikon.
- 8 augusti – Kurt Maetzig, 101, tysk filmregissör.[173]
- 10 augusti – Philippe Bugalski, 49, fransk rallyförare.
- 11 augusti – Henning Moritzen, 84, dansk skådespelare.
- 11 augusti – Heidi Holland, 64, sydafrikabaserad zimbabwisk journalist och författare.
- 12 augusti – Joe Kubert, 85, amerikansk serietecknare.[174]
- 13 augusti – Helen Gurley Brown, 90, amerikansk författare, chefredaktör och affärskvinna.
- 13 augusti – Tom Hofwander, 58, svensk musiker och ljudtekniker.[175]
- 13 augusti – Wolf Lyberg, 95, svensk sportjournalist och idrottsledare, före detta generalsekreterare i SOK.
- 13 augusti – Johnny Munkhammar, 37, svensk politiker och debattör, riksdagsledamot för moderaterna.
- 14 augusti – Vilasrao Deshmukh, 67, indisk politiker.
- 14 augusti – Svetozar Gligorić, 89, serbisk internationell stormästare i schack.
- 15 augusti – Harry Harrison, 87, amerikansk författare och serietecknare.[176]
- 15 augusti – Carina Moberg, 46, svensk socialdemokratisk politiker och riksdagsledamot.[177]
- 15 augusti – Phyllis Thaxter, 92, amerikansk skådespelare.[178]
- 16 augusti – William Windom, 88, amerikansk skådespelare.[179]
- 17 augusti – Axel Edelstam, 88, svensk diplomat.
- 17 augusti – Patrick Ricard, 67, fransk företagsledare, styrelseordförande och vd för Pernod Ricard.[180]
- 18 augusti – Jan Bäckman, 59, svensk konstvetare, expert i Antikrundan.[152]
- 18 augusti – Scott McKenzie, 73, amerikansk musiker.
- 19 augusti – Ester Estéry, 97, svensk revy- och operettsångare.
- 19 augusti – Tony Scott, 68, brittisk filmregissör.[181]
- 20 augusti – Phyllis Diller, 95, amerikansk skådespelare och komiker.
- 20 augusti – Dom Mintoff, 96, maltesisk politiker, premiärminister 1955–1958 och 1971–1984.
- 20 augusti – Meles Zenawi, 57, etiopisk politiker, president 1991–1995, premiärminister 1995–2012.[182]
- 21 augusti – Hans Josephsohn, 92, schweizisk skulptör.
- 21 augusti – William Thurston, 65, amerikansk matematiker.[183]
- 23 augusti – Pauli Ellefsen, 76, färöisk politiker, lagman (regeringschef) 1981–1985.
- 24 augusti – Félix (Félix Miéli Venerando), 74, brasiliansk fotbollsspelare, målvakt i Brasiliens VM-guldvinnande landslag 1970.
- 25 augusti – Neil Armstrong, 82, amerikansk astronaut, första människan på månen.
- 25 augusti – Bertil Kumlien, 93, svensk skribent, tecknare och bokdesigner.[184]
- 25 augusti – Pontus Schultz, 40, svensk journalist och chefredaktör för Veckans Affärer.[185]
- 27 augusti – Malcolm Browne, 81, amerikansk journalist och fotograf.
- 27 augusti – Stig Lindmark, 76, svensk travtränare och kusk.
- 28 augusti – Shulamith Firestone, 67, kanadensiskfödd amerikansk feministisk teoretiker och författare.
- 31 augusti – Carlo Maria Martini, 85, italiensk kardinal, ärkebiskop av Milano 1979–2002.[186]
- 31 augusti – Sergej Sokolov, 101, sovjetisk marskalk, före detta försvarsminister.[187]

## September

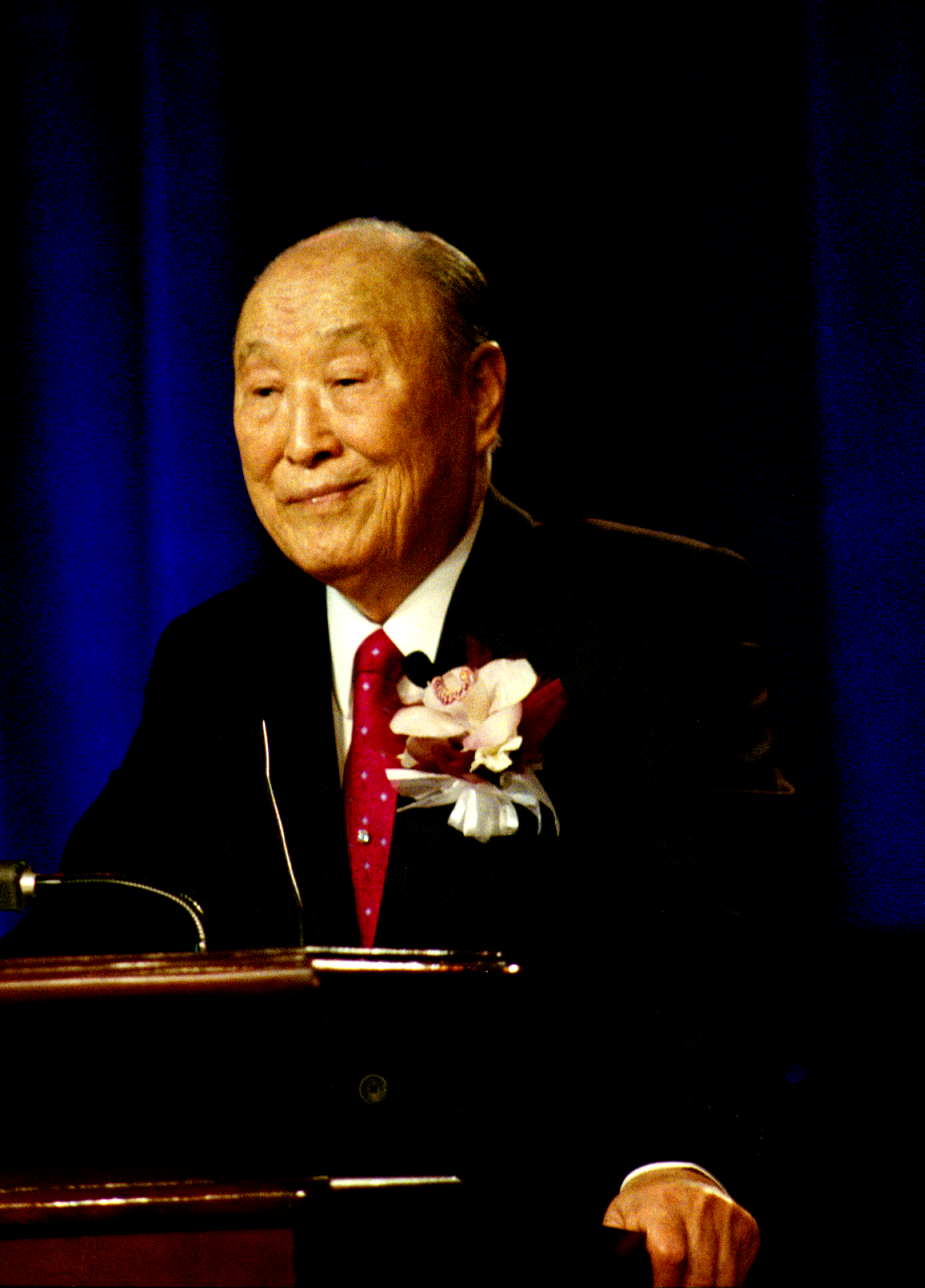
Den sydkoreanske religiösa ledaren Sun Myung Moon avled 3 september, 92 år gammal.

Den norska prinsessan Ragnhild av Norge avled 16 september, 82 år gammal.

- 1 september – Hal David, 91, amerikansk låtskrivare.[188]
- 1 september – William Petzäll, 24, svensk tidigare sverigedemokratisk politiker och riksdagsledamot.[189]
- 1 september – Gösta Sandberg, 85, svensk journalist och chefredaktör.[190]
- 2 september – Victor Brännström, 29, svensk fotbollsspelare.
- 3 september – Michael Clarke Duncan, 54, amerikansk skådespelare.[191]
- 3 september – Sun Myung Moon, 92, sydkoreansk religiös ledare, grundare av Enighetskyrkan, även kallad Moonrörelsen.
- 5 september – Joe South, 72, amerikansk sångare och låtskrivare.
- 6 september – Bertil Norström, 88, svensk skådespelare.[192]
- 7 september – Leszek Drogosz, 79, polsk boxare.
- 8 september – Peter Hussing, 64, tysk (västtysk) boxare.
- 8 september – Thomas Szasz, 92, ungersk-amerikansk psykiatriker.
- 9 september – Ron Taylor, 78, australisk hajexpert och naturfilmare.[193]
- 10 september – Lance LeGault, 77, amerikansk skådespelare.
- 10 september – John Moffatt, 89, brittisk skådespelare.[194]
- 11 september – Erwin Dold, 92, tysk kommendant i koncentrationslägret Dautmergen under andra världskriget.
- 11 september – Sergio Livingstone, 92, chilensk fotbollsspelare och sportkommentator.
- 16 september – John Ingle, 84, amerikansk skådespelare.
- 16 september – Prinsessan Ragnhild av Norge, 82, norsk prinsessa.[195]
- 18 september – Santiago Carrillo, 97, spansk politiker, före detta ledare för kommunistpartiet.[196]
- 21 september – Henry Bauchau, 99, belgisk psykoanalytiker och författare.[197]
- 21 september – Sven Hassel, 95, dansk författare och före detta soldat i Wehrmacht.
- 21 september – Sam Lidman, 88, svensk författare.
- 22 september – Anders R Olsson, 59, svensk journalist och författare.[198]
- 23 september – Pavel Gratjov, 64, rysk (sovjetisk) general och tidigare försvarsminister.
- 23 september – Radja Jerosjina, 82, rysk (sovjetisk) längdskidåkare.[199]
- 23 september – Corrie Sanders, 46, sydafrikansk boxare.
- 23 september – Maths O. Sundqvist, 61, svensk entreprenör och finansman.[200]
- 25 september – Billy Barnes, 85, amerikansk kompositör och textförfattare.[201]
- 25 september – Eric Ives, 81, brittisk historiker.[202]
- 25 september – Andy Williams, 84, amerikansk sångare.
- 26 september – Sylvia Fedoruk, 85, kanadensisk fysiker och politiker.
- 26 september – Johnny Lewis, 28, amerikansk skådespelare.
- 27 september – Herbert Lom, 95, tjeckiskfödd brittisk skådespelare.[203]
- 28 september – Michael O'Hare, 60, amerikansk skådespelare.
- 29 september – Malcolm Wicks, 65, brittisk parlamentsledamot.
- 30 september – Turhan Bey, 90, österrikiskfödd amerikansk skådespelare.[204]

## Oktober

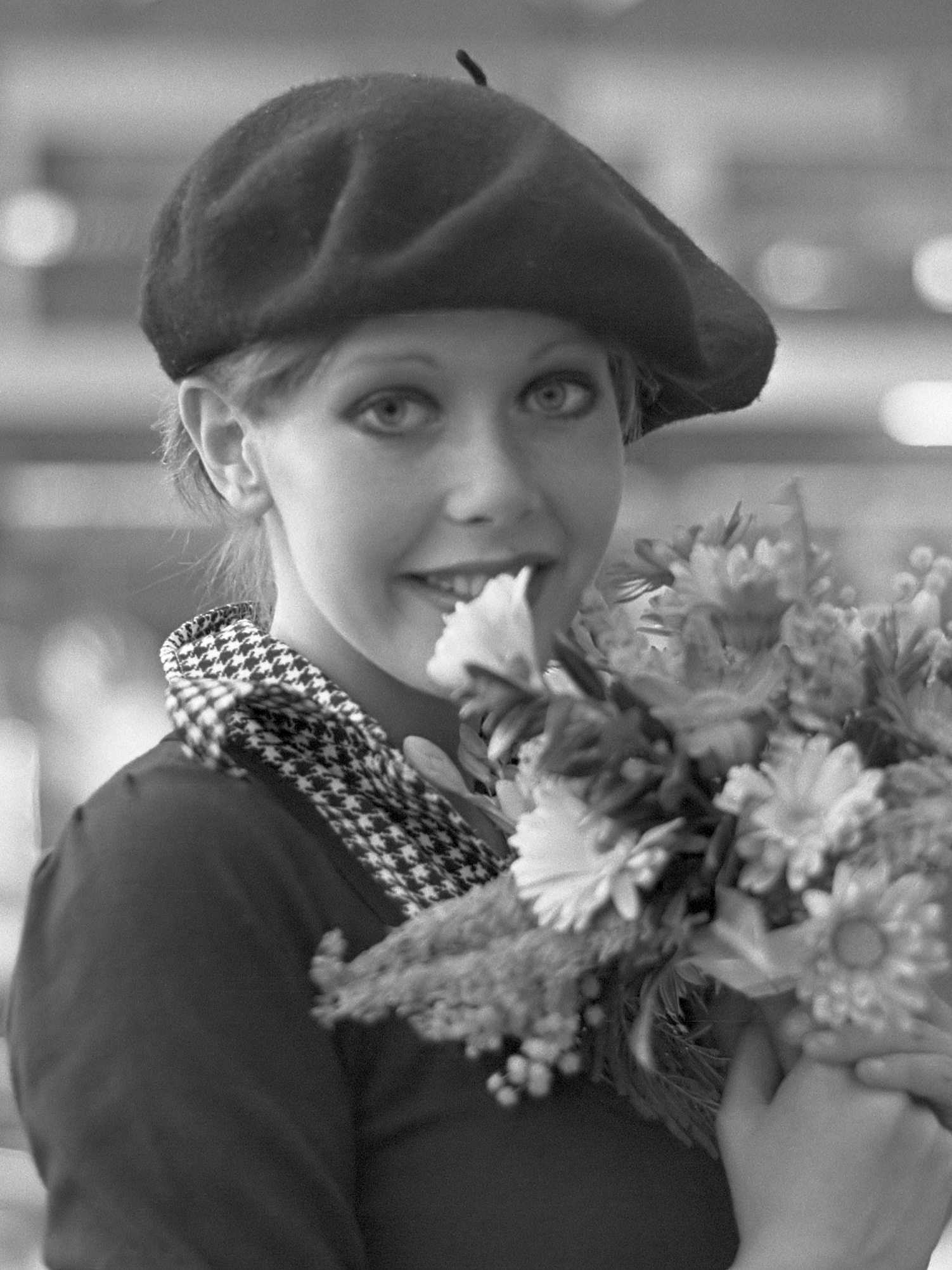
Den nederländska skådespelaren Sylvia Kristel avled 17 oktober, 60 år gammal.

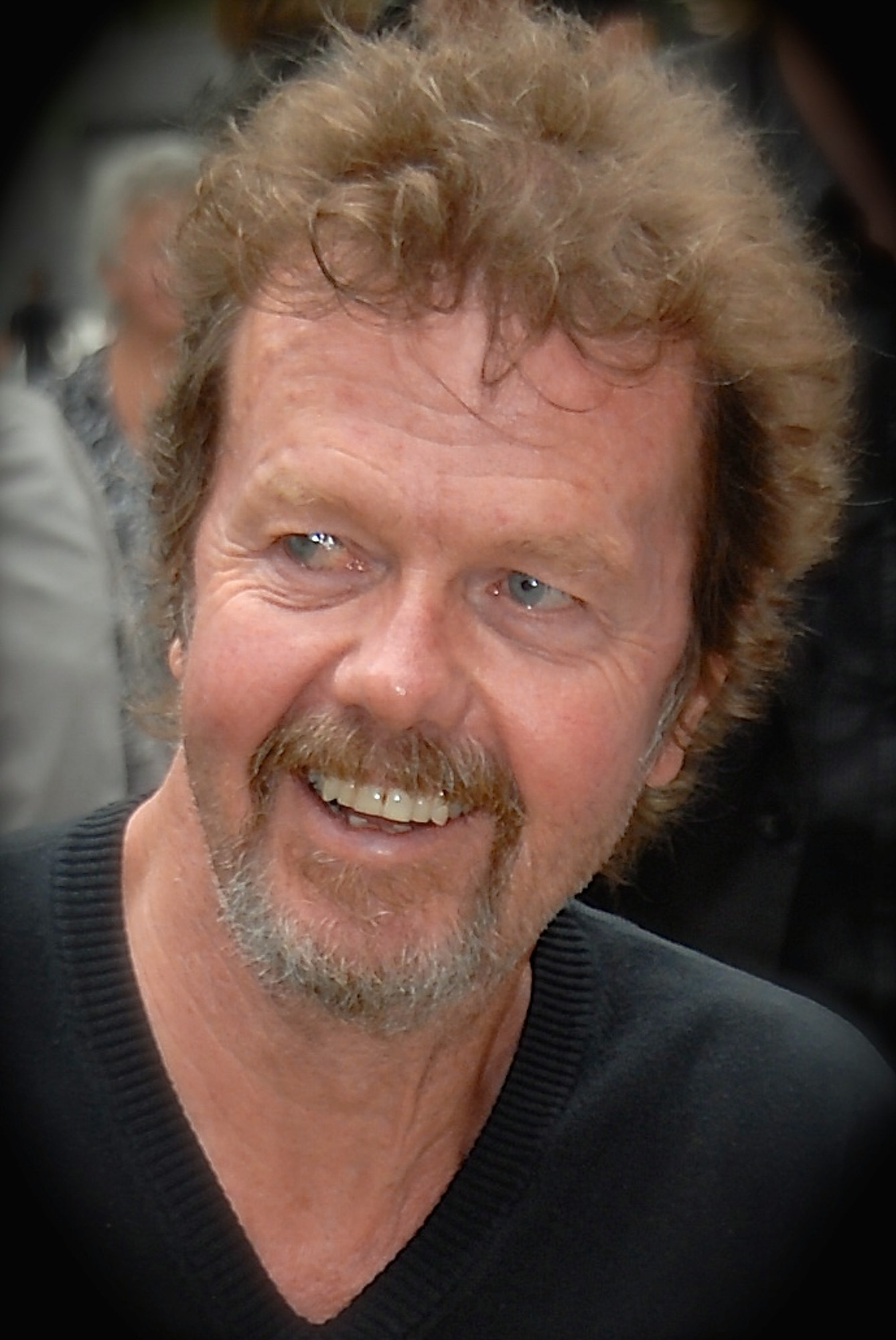
Den svenske skådespelaren, regissören och teaterchefen Göran Stangertz avled 27 oktober, 68 år gammal.

- 1 oktober – Eric Hobsbawm, 95, brittisk marxistisk historiker och författare.[205]
- 1 oktober – Moshe Sanbar, 86, israelisk ekonom och tidigare centralbankschef.
- 2 oktober – John Philippe Rushton, 68, kanadensisk psykologiprofessor.
- 3 oktober – Kidar Nath Sahani, 85, indisk politiker och tidigare delstatsguvernör.
- 4 oktober – Antisa Chvitjava, (hävdad ålder 132), georgisk kvinna som hävdats vara en av världens äldsta människor.
- 4 oktober – Hans "Honta" Höglund, 60, svensk friidrottare.
- 5 oktober – Keith Campbell, 58, brittisk biologiprofessor, mannen bakom det klonade fåret Dolly.[206]
- 6 oktober – Chadli Bendjedid, 83, algerisk politiker, president 1979–1992.[207]
- 6 oktober – J.J.C. Smart, 92, brittiskfödd australisk filosof.
- 9 oktober – Paddy Roy Bates, 91, brittisk radiopirat och självutnämnd "statschef" i mikronationen Sealand.
- 11 oktober – Helmut Haller, 73, tysk fotbollsspelare.
- 11 oktober – Hasse Tellemar, 88, svensk programledare och musiker.[208]
- 12 oktober – Malte Blaxhult, 85, svensk präst och författare.[209]
- 13 oktober – Stuart Bell, 74, brittisk parlamentsledamot.[210]
- 14 oktober – John Clive, 79, brittisk författare och skådespelare.[211]
- 14 oktober – Arlen Specter, 82, amerikansk senator.
- 15 oktober – Norodom Sihanouk, 89, kambodjansk kung 1941–1955 och 1993–2004 samt premiärminister i ett flertal omgångar.
- 16 oktober – John A. Durkin, 76, amerikansk politiker och tidigare senator.
- 16 oktober – Aleksandr Kosjkijn, 53, rysk (sovjetisk) boxare.
- 17 oktober – Émile Allais, 100, fransk olympisk alpin skidåkare.
- 17 oktober – Sylvia Kristel, 60, nederländsk skådespelare.
- 17 oktober – Koji Wakamatsu, 76, japansk filmregissör.
- 19 oktober – Fiorenzo Magni, 91, italiensk tävlingscyklist.
- 20 oktober – Bo Gentzel, 69, svensk sportkommentator och före detta klubbdirektör i IFK Göteborg.[212]
- 20 oktober – Paul Kurtz, 86, amerikansk filosof.[213]
- 20 oktober – Edward Donnall Thomas, 92, amerikansk läkare, nobelpristagare i fysiologi eller medicin 1990.[214]
- 21 oktober – George McGovern, 90, amerikansk politiker, före detta presidentkandidat.
- 22 oktober – Russell Means, 72, amerikansk aktivist för indianers rättigheter och skådespelare.
- 23 oktober – Roland de la Poype, 92, fransk stridspilot, uppfinnare, industrialist och naturskyddsföreträdare.
- 24 oktober – Anita Björk, 89, svensk skådespelare.[215]
- 24 oktober – Jeff Blatnick, 55, amerikansk brottare.
- 24 oktober – Margaret Osborne duPont, 94, amerikansk tennisspelare.
- 25 oktober – Jacques Barzun, 104, franskfödd amerikansk idé- och kulturhistoriker.[216]
- 26 oktober – Mac Ahlberg, 81, svensk regissör, manusförfattare och fotograf.
- 27 oktober – Hans Werner Henze, 86, tysk tonsättare och kompositör.[217]
- 27 oktober – Göran Stangertz, 68, svensk skådespelare, regissör och teaterchef.[218]
- 29 oktober – Bernlef (Hendrik Jan Marsman), 75, nederländsk författare och poet.
- 29 oktober – Cordelia Edvardson, 83, svensk journalist och författare.[219]
- 31 oktober – John Fitch, 95, amerikansk racerförare.
- 31 oktober – John H. Reed, 91, amerikansk republikansk politiker och diplomat, Maines guvernör 1959–1967.

## November

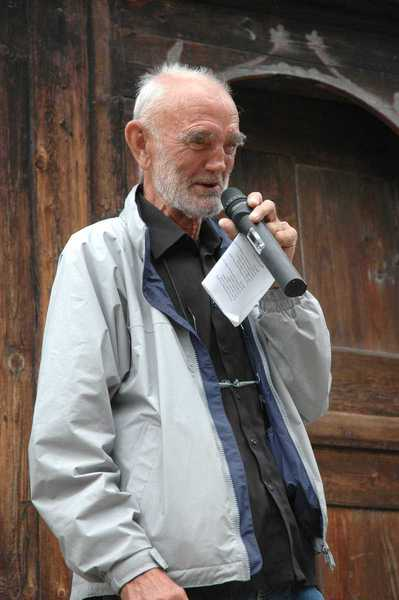
Den norske författaren Odd Børretzen avled 3 november, 85 år gammal.

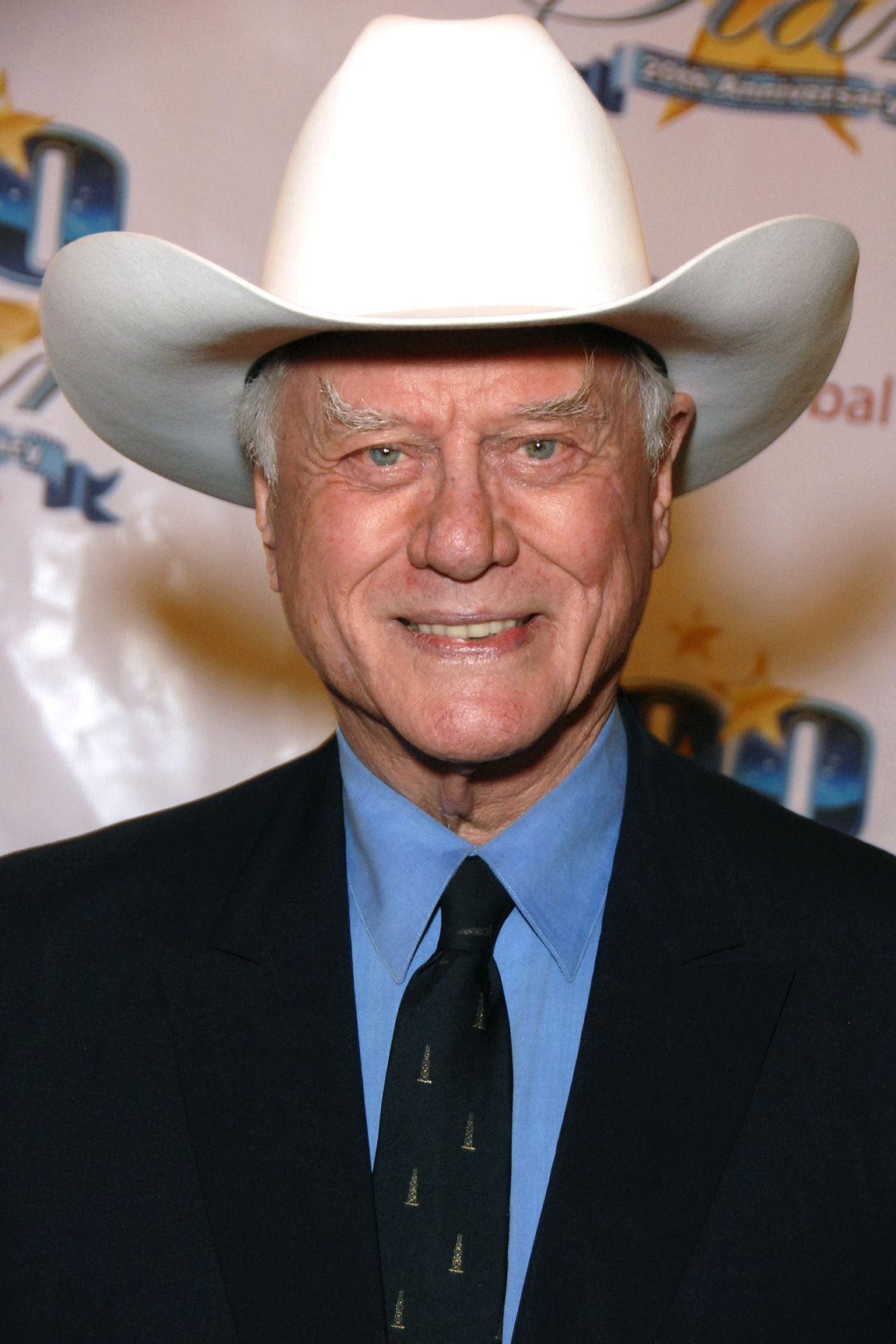
Den amerikanske skådespelaren Larry Hagman avled 23 november, 81 år gammal.

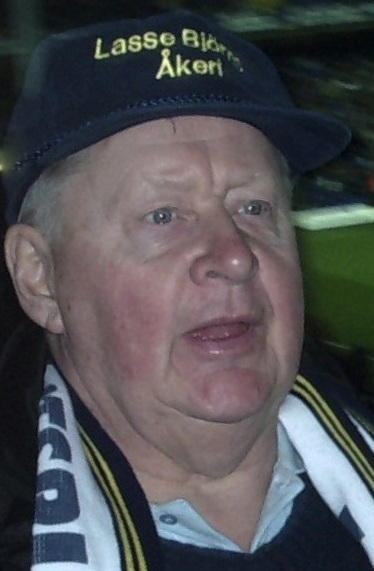
Den svenske journalisten Lars-Gunnar Björklund avled 30 november, 75 år gammal.

- 1 november – Mitch Lucker, 28, amerikansk sångare i Suicide Silence.
- 1 november – Erik Wahlberg, 94, svensk språk- och släktforskare.[220]
- 2 november – Gösta Gummesson, 84, svensk serietecknare.
- 2 november – Hans Lindgren, 80, svensk skådespelare.[221]
- 2 november – Hans Norberg, 53, svensk ishockeyspelare.
- 2 november – Pino Rauti, 85, italiensk politiker.
- 2 november – János Rózsás, 86, ungersk författare.
- 2 november – Han Suyin, 95, kinesiskfödd brittisk författare.[222]
- 3 november – Odd Børretzen, 85, norsk författare, illustratör och sångare.[223]
- 3 november – Ingegerd Troedsson, 83, svensk politiker och talman i riksdagen 1991–1994.[224]
- 5 november – Elliott Carter, 103, amerikansk kompositör.[225]
- 6 november – Clive Dunn, 92, brittisk skådespelare.[226]
- 6 november – Maxim, 98, bulgarisk-ortodox patriark.[227]
- 7 november – Carmen Basilio, 85, amerikansk proffsboxare.
- 8 november – Lucille Bliss, 96, amerikansk skådespelare.[228]
- 10 november – Gabriel "Gubb" Åberg, 41, svensk rappare och musiker.
- 12 november – Hans Hammarskiöld, 87, svensk fotograf.
- 12 november – Kaisa Melanton, 92, svensk bild- och textilkonstnär.[229]
- 12 november – Daniel Stern, 78, amerikansk psykiater och psykoterapeut.[230]
- 15 november – Frode Thingnæs, 72, norsk musiker.[231]
- 16 november – Lasse Nylén, 62, svensk pastor och musiker.[232]
- 17 november – Carl-Lennart Fröbergh, 79, svensk skådespelare och artist.
- 17 november – Bal Thackeray, 86, indisk hindunationalistisk politiker.
- 17 november – Margaret Yorke, 88, brittisk deckarförfattare.[233]
- 18 november – Philip Ledger, 74, brittisk kompositör, dirigent, musiker och akademiker.[234]
- 19 november – Pete La Roca, 74, amerikansk jazztrummis.
- 19 november – Warren Rudman, 82, amerikansk politiker och tidigare senator.
- 19 november – Boris Strugatskij, 79, rysk science fiction-författare.[235]
- 20 november – William Grut, 98, svensk idrottare och modern femkampare.
- 23 november – Larry Hagman, 81, amerikansk skådespelare.[236]
- 23 november – Nelson Prudêncio, 68, brasiliansk trestegshoppare.
- 24 november – Héctor Camacho, 50, puertoricansk boxare, tidigare världsmästare i mellanviktsklassen.
- 25 november – Juan Carlos Calderón, 74, spansk kompositör och dirigent.
- 25 november – Lars Hörmander, 81, svensk matematiker och fieldsmedaljör.
- 26 november – Joseph Murray, 93, amerikansk kirurg som utförde världens första njurtransplantation, nobelpristagare i medicin eller fysiologi 1990.[237]
- 27 november – Lennart Samuelsson, 88, svensk fotbollsspelare.
- 28 november – Knut Ahnlund, 89, svensk författare, litteraturvetare, översättare och kritiker.[238]
- 29 november – Klaus Schütz, 86, tysk politiker, Västberlins borgmästare 1967–1977.
- 30 november – Lars-Gunnar Björklund, 75, svensk sportjournalist.[239]
- 30 november – Inder Kumar Gujral, 92, indisk politiker, premiärminister 1997–1998.

## December

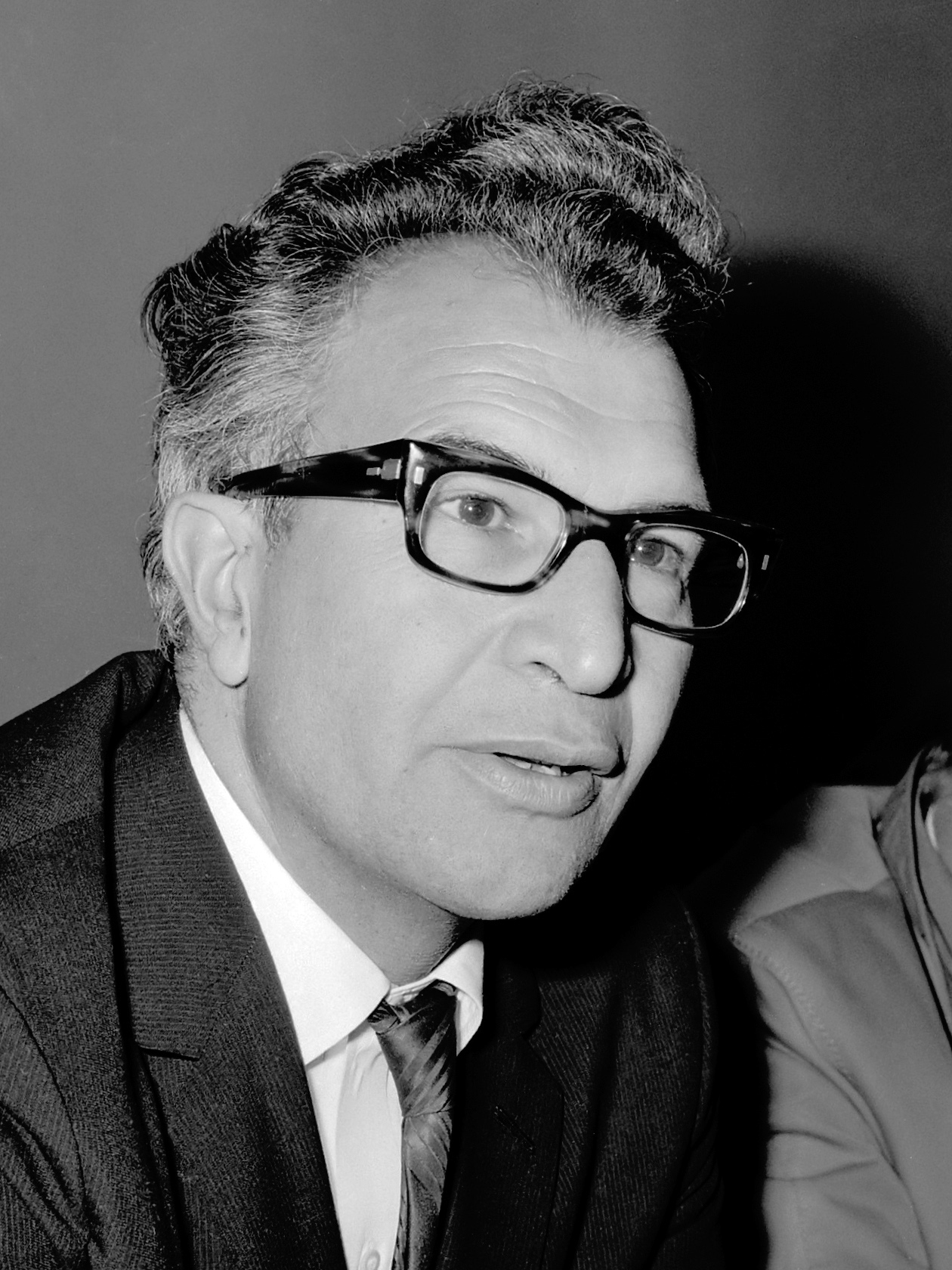
Den amerikanske jazzpianisten och kompositören Dave Brubeck avled 5 december, 91 år gammal.

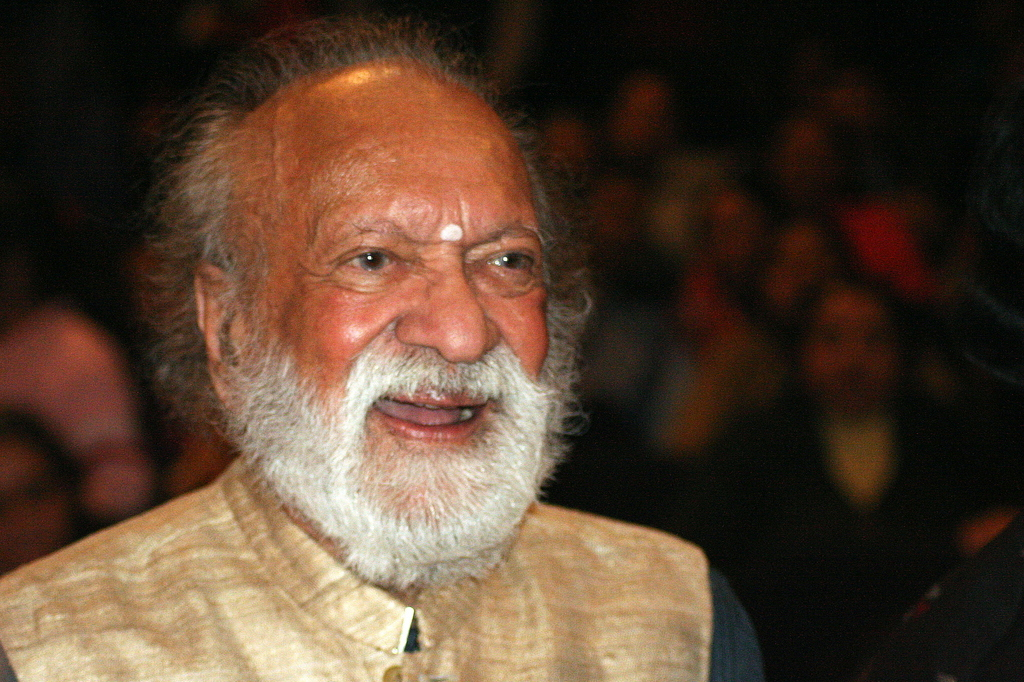
Den indiske musikern, sitarspelaren och kompositören Ravi Shankar avled 11 december, 92 år gammal.

- 1 december – Arthur Chaskalson, 81, sydafrikansk domare, president i Sydafrikas konstitutionella domstol 1994–2001 och ordförande i högsta domstolen 2001–2005.[240]
- 2 december – Israel Keyes, 34, amerikansk seriemördare.
- 3 december – Tommy Berggren, 62, svensk fotbollsspelare.
- 3 december – Fjodor Chitruk, 95, rysk animatör och regissör.[241]
- 4 december – Vasilij Belov, 80, rysk författare.
- 4 december – Besse Cooper, 116, amerikansk kvinna som var världens äldsta levande person från juni 2011 fram till sin död.
- 5 december – Erwin Bischofberger, 76, svensk jesuitpräst och professor.
- 5 december – Dave Brubeck, 91, amerikansk jazzpianist och kompositör.
- 5 december – Ignatius IV, 92, syrisk-ortodox patriark.[242]
- 5 december – Oscar Niemeyer, 104, brasiliansk arkitekt.[243]
- 6 december – Ed "Cass" Cassidy, 89, amerikansk trumslagare, grundare av musikgruppen Spirit.[244]
- 9 december – Jenni Rivera, 43, mexikansk-amerikansk sångare.
- 9 december – Charles Rosen, 85, amerikansk pianist och musikolog.
- 9 december – Walter Söderlund, 56, svensk regissör.[245]
- 10 december – Iajuddin Ahmed, 81, bangladeshisk politiker, president 2002–2009.
- 11 december – Ravi Shankar, 92, indisk musiker, sitarspelare och kompositör.[246]
- 11 december – Colleen Walker, 56, amerikansk golfspelare.
- 11 december – Galina Visjnevskaja, 86, rysk operasångare, hustru till cellisten Mstislav Rostropovitj 1955–2007.
- 13 december – Maurice Herzog, 93, fransk bergsklättrare och politiker.
- 17 december – Lars Andersson, 76, svensk militär.
- 17 december – Daniel Inouye, 88, amerikansk politiker, senator och senatens tillförordnade ordförande 2010–2012.
- 17 december – Arnaldo Mesa, 45, kubansk olympisk boxare.
- 18 december – Mustafa Ould Salek, 76, mauretanisk militär och politiker, statschef (i egenskap av juntaledare) 1978–1979.
- 19 december – Robert Bork, 85, amerikansk jurist, nominerad men inte godkänd kandidat som ledamot av högsta domstolen 1987.[247]
- 19 december – Amnon Lipkin-Shahak, 68, israelisk militär och politiker, tidigare överbefälhavare och turism- och transportminister.
- 21 december – Jarl Borssén, 75, svensk skådespelare och komiker.
- 24 december – Charles Durning, 89, amerikansk skådespelare.
- 24 december – Ingvar Gullnäs, 88, svensk jurist och landshövding.
- 24 december – Jack Klugman, 90, amerikansk skådespelare.
- 26 december – Fontella Bass, 72, amerikansk soulsångare.
- 27 december – Cécile Ossbahr, 92, svensk skådespelare.
- 27 december – Norman Schwarzkopf, 78, amerikansk general, ledde invasionen av Grenada 1983 och var befälhavare över USA:s styrkor under Gulfkriget 1991.
- 28 december – Leif Krantz, 80, svensk tv-producent, manusförfattare och regissör.
- 30 december – Rita Levi-Montalcini, 103, italiensk neurobiolog och nobelpristagare i fysiologi eller medicin 1986.[248]
- 30 december – Carl Woese, 84, amerikansk mikrobiolog.[249]